# Коломия
Коломи́я — місто в Україні, адміністративний центр Коломийського району та Коломийської міської громади Івано-Франківської області, резиденція Коломийської районної ради. Вузол залізничних та автомобільних шляхів. Населення — 67 тисяч осіб (2025).
Коломия відома з середини XIII століття як центр видобутку солі; зазнала значних руйнувань під час турецько-татарських нападів у XVI—XVII століттях. У другій половині XVII — на початку XVIII століття в околицях міста діяли загони опришків. Від середини XIX століття місто пережило підйом культурно-національного розвитку. За часів Першої світової війни — у зоні бойових дій. Від другої половини вересня 1939 року — у складі УРСР; райцентр — від 1940 року. З 24 серпня 1991 року — у складі Незалежної України; значний економічний, освітній і культурний осередок Покуття і Західної України.

## Назва
Історики й досі не мають одностайної відповіді на питання, коли і як виникла Коломия, хто був її засновником, звідки походить назва міста. Ось як про це чи не вперше у XIX столітті зазначив Леопольд Вайгель:
|  | «... Коломия належить до найстаріших у Галичині міст. Дехто, захоплений схожістю вислову, вводить назву слова колонія, тобто римське поселення. Тутешній люд провадить назву міста від назви потоку Коломийка, який так звуть тому, що в нім мили кола». |

За даними українських етимологічних словників, слово прасл. *kołomyja «вибій, наповнений водою» (букв. «те, що колесо миє») — складне слово, утворене з основ іменника kolo «коло, колесо» і дієслова myti «мити».
Існує версія, що Коломия була закладена на честь галицького короля й угорського королевича Коломана (Кальмана) (1209—1241) у 1214 році, вперше висловлена в XIX столітті. Також існує теорія, що назву місто отримало від назви річки Прут. Колись Прут мав назву «Мий», відповідно місто назвали «Коло Мия», тобто коло Прута. На думку Миколи Янка, ці версії непереконливі.

## Географія
Коломия розташована у південно-східній частині Івано-Франківської області, на березі річки Прут, за 65 км від обласного центру. 
Відстань від Коломиї до
- Києва — 573 км.
- Львова — 192 км.
- Тернополя —143 км.
- Поляниці (гірськолижний курорт Буковель) — 83 км.
- Чернівців — 79,0 км.
- Будапешту — 598 км.

## Клімат
| Клімат Коломиї                                              | Клімат Коломиї | Клімат Коломиї | Клімат Коломиї | Клімат Коломиї | Клімат Коломиї | Клімат Коломиї | Клімат Коломиї | Клімат Коломиї | Клімат Коломиї | Клімат Коломиї | Клімат Коломиї | Клімат Коломиї | Клімат Коломиї |
| Показник                                                    | Січ.           | Лют.           | Бер.           | Квіт.          | Трав.          | Черв.          | Лип.           | Серп.          | Вер.           | Жовт.          | Лист.          | Груд.          | Рік            |
| Середня температура, °C                                     | −5,1           | −3,2           | 1,4            | 8,1            | 13,5           | 16,6           | 17,9           | 17,3           | 13,5           | 8,0            | 2,6            | −2,1           | 7,4            |
| Норма опадів, мм                                            | 31             | 32             | 35             | 54             | 87             | 98             | 104            | 81             | 53             | 36             | 37             | 41             | 689            |
| ----------------------------------------------------------- | -------------- | -------------- | -------------- | -------------- | -------------- | -------------- | -------------- | -------------- | -------------- | -------------- | -------------- | -------------- | -------------- |
| Джерело: Кліматичні дані Коломиї на сайті«www.meteoprog.ua» |                |                |                |                |                |                |                |                |                |                |                |                |                |

## Історія
Археологи виявили на околицях міста сліди перебування племен-носіїв трипільської культури віком майже 6 тисяч років.
Вивчення речових джерел, що висвітлюють історію Коломиї, підтверджує, що територія сучасного міста почала інтенсивно заселятися з VII ст. до н. е. Первісні коломияни займалися землеробством і скотарством, використовуючи залізні знаряддя праці. З першої половини І тисячоліття н. е. на сучасній території міста проживають носії культури карпатських курганів, які за своїми ознаками були пов'язані зі слов'янським етногенезом.
Важливими подіями в житті коломиян позначилися VI—VIII століттями, коли на південно-західному кордоні Київської центральної держави виникає, розвивається і виконує певні політичні та соціально-економічні функції поселення сучасної Коломиї. Ці всі передумови привели до створення та становлення Коломиї торговельної, центру посередницької торгівлі на перехресті шляхів із Західної до Східної Європи.
Найімовірніше, що від самих початків Коломия була військовим городищем, поблизу якого могли селитися люди, що знаходили за його стінами надійний притулок, а також «оружники» — наймані війська або дружинники.

### Від першої згадки до кінця XVIII століття
Перша згадка про Коломию датується серединою XIII століття (1241) та міститься в Галицько-Волинському літописі. Коломия починалася як фортеця, що охороняла Попрутську оборонну лінію. Припускається, що Коломийська фортеця могла бути спалена у 1259 році, коли монголо-татарський воєвода Бурундай зажадав від Данила Галицького зруйнувати всі його укріплення. Згодом, у XIV столітті, укріплений центр Коломиї перемістився на місце, де наразі знаходиться Коломийська ратуша[джерело?].
Галицький боярин-олігарх, внук попа Доброслав Суддич, без дозволу князя Данила Романовича та його брата Василька, які тримали місто для утримання «уружників», надав Коломию Лазореві Домажиричу та Іворові Молибожичу, «беззаконникам зі смердього роду».
Усередині XIV століття галицькі землі захопило Польське королівство. В цей час в центрі міста побудовано оборонний замок, який в історичних джерелах мав назву Старий Двір.
У жовтні 1405 року король Владислав Ягайло з метою піднесення міста та його залюднення надав спадкове війтівство у ньому львівському міщанину Ніколаусові Фрайштетеру та село Матеївці (пол. Matyjowce), яке здавна до Коломиї належало.
1405 року отримала магдебурзьке право, яке захищало в першу чергу права чужинців, але й надавало певні привілеї — магістрат одержав право відкрити кілька власних цехів і майстерень, а також збирати на потреби міста податки з навколишніх сіл. У Коломиї пожвавилась торгівля, зокрема так звані «коломийці» активно гандлювали сіллю, яку видобували в краї; розвивалися ремесла. У той час місто перебувало на пограниччі Польщі, Угорщини та Молдавського князівства. У 1411 році на 25 років і в подальшому декілька разів з політичних міркувань Коломийський замок опинявся під владою молдавських управителів.
У XVI—XVII століттях Коломия зазнала значних руйнувань під частих турецьких і татарських нападів, і була вщент сплюндрована в 1589 році.
З побудовою нового оборонного замку в середині XVII століття Коломия почала відбивати татарські напади, а місцева шляхта в 1648 році шукала притулку в його стінах від повстанських загонів Семена Височана. У самому ж місті знову пожвавились ремісниче виробництво і торгівля.

### В австрійській державі
1772 року після першого поділу Речі Посполитої Коломия відійшла під владу Габсбургів, а за новим адміністративним поділом 1781 року ввійшла до Станиславського округу і втратила функції повітового центру. У цей час у Коломиї активно поселялися німці-колоністи. У XIX столітті австрійським урядом здійснювалася розбудова в Коломиї мілітарного осередку, зокрема для боротьби з опришківським рухом.
1811 року було створено Коломийську округу, межі якої і колишнього повіту практично збігалися.
У XIX — на початку XX століть за австрійської влади в Галичині набрали обертів капіталістичні відносини — виникали акціонерні та приватні підприємства, перші місцеві видобувні, трацькі та цегляні промисли, у 1866 році з'явилось залізничне сполучення: залізниця Львів — Чернівці поєднала станцію Коломия з мережею залізниць Австро-Угорщини, а 1886 року Коломию з приміськими селами сполучила залізниця (Коломийський трамвай), де паротяг kkStB 98 LCJE 033 був названий на честь міста.
1867 року Коломия набула статусу адміністративного центру Коломийського повіту.
Особливо значними у цей період були культурні досягнення у середовищі коломийської інтелігенції та перші спроби національно-патріотичної політичної самоорганізації місцевого українства, що лише підсилилися після революційних подій в Австрії 1848 року — відкриття в Коломиї першого галицького театру, першої в Галичині української читальні (1848); створення Коломийської окружної Руської ради на чолі з Миколою Верещинським, відкриття перших гімназії (1861), друкарні (1864) і філії «Просвіти» (1875), вихід першої міської газети (1865), започаткування книговидання (1867) і загального шкільництва (1894).
1880 року в Коломиї був заарештований Іван Франко, який провів близько трьох місяців у Коломийській тюрмі.

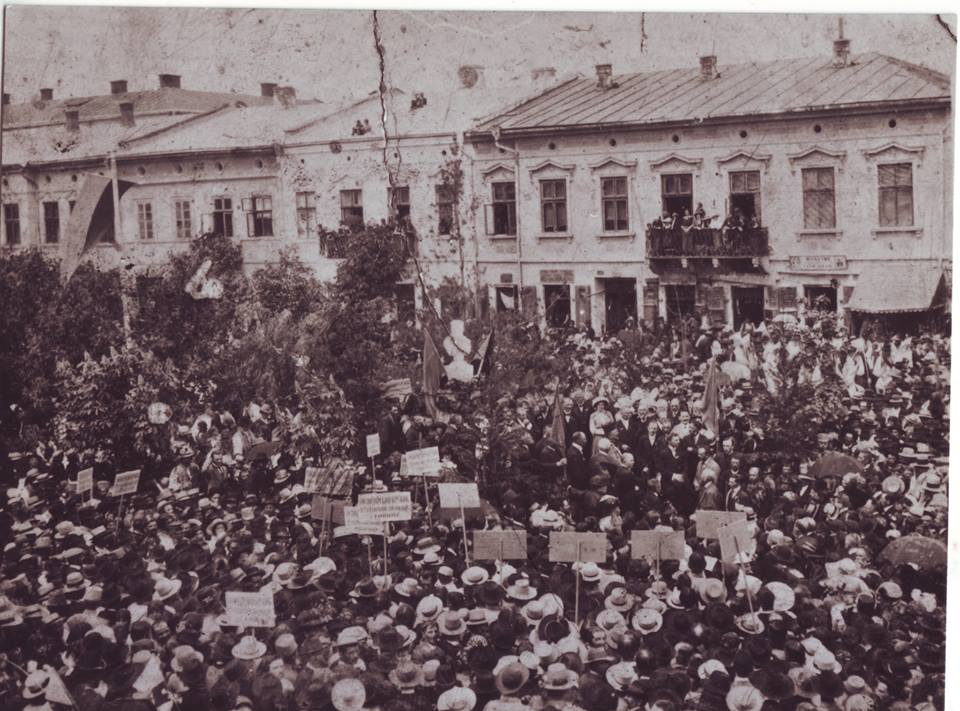
Урочисте відкриття пам'ятника Тарасові Шевченку, 28 травня 1914 р. на площі Тараса Шевченка

5 травня 1885 року було урочисто освячено та закладено наріжний камінь під будівництво будинку польського гімнастичного товариства «Сокіл» на тодішній вулиці Тарновських. На початку грудня 1885 року товариство почало резидувати у новозбудованому приміщенні.
1892 року відкрито Коломийську українську гімназію. 1907 року заснована Коломийська жіноча семінарія — приватна жіноча учительська семінарія імени святої Броніслави.
На початку XX століття триває українське національне відродження у Галичині, у тому числі і в Коломиї, — будується Народний дім, відкривається українська державна гімназія, влаштовуються Січові свята, споруджується пам'ятник Тарасові Шевченку.
Важким випробуванням для міста стала Перша світова війна — Коломия була в зоні бойових дій, декілька разів її займали різні війська, місто зазнало грабунків та руйнацій.
3 березня 1918 року в місті відбулось «свято державності і миру» (віче) на підтримку дій уряду УНР, на якому були присутні близько 32 000 осіб.

### ЗУНР і УНР

Хрест жертвам Голодомору

1 листопада 1918 року проголошено Західноукраїнську Народну Республіку: у ніч на 1 листопада український військовий комітет перебрав владу і в Коломиї. 1 листопада владу Української держави було встановлено в повіті Коломия. 15 грудня 1918 року місто урочисто провело на польський фронт Гуцульський курінь. Сотні коломиян пішли добровольцями в Українську галицьку армію.
22 січня 1919 року Коломия стала містом у складі Української Народної Республіки. 29 квітня 1919 року в Коломиї, де відбувалося комплектування полку морської піхоти УНР моряками Адріатичного флоту колишньої Австро-Угорщини, вперше відсвяткували річницю заснування Українського державного флоту. В урочистостях брав участь морський полк під командуванням полковника Гаврила Никогда.
15 травня 1919 року понад 100-тисячна польська армія прорвала український фронт, а 24 травня Коломию окуповало румунське військо. В рамках домовленостей щодо кордону, у серпні 1919 року румуни передали загарбані ними галицькі землі польській стороні, і у місті встановилася польська окупаційна влада.

### Польська окупація
До 1939 року Коломия стала другим після Львова центром культурно-громадського життя Галичини. Провідними тогочасними українськими партіями в Галичині були: Українське національно-демократичне об'єднання (УНДО), Українська соціалістично-радикальна партія (УСРП), Фронт національної єдності (ФНЄ), товариства «Луг», «Каменярі», «Сокіл», «Сільський Господар», «Рідна Школа», «Союз українок», «Пласт», а найперше — авторитетна «Просвіта».

### Друга світова війна. Рух Опору
З 14 по 17 вересня 1939 року в місті базувалася Головний штаб польської армії та її головнокомандувач Ридз-Сміґли.
17 вересня 1939 року, о 12:00, в Коломиї засідали польський уряд і Верховний головнокомандувач маршал Ридз-Сміґли, які обговорювали напад СРСР. Засідання перервали і закінчення наради перенесли в Кути зі страху перед радянськими танками.
18 вересня 1939 року радянська 23-тя танкова бригада захопила місто, роззброєно 10 тисяч польських вояків зі складу 24-ї, 2-ї та 5-ї піхотних дивізій. У місті встановилася радянська окупаційна влада.
Початок Другої світової війни та переділ території Польщі між СРСР і Німеччиною згідно з пактом Молотова — Ріббентропа стали черговим переломним періодом в історії Коломиї. 17 вересня членами КПЗУ було створено ініціативний комітет, який взяв на себе функції тимчасового управління, оскільки вже кілька днів у Коломиї панувало безвладдя — польська адміністрація, як цивільна, так і військова, покинула місто. 18 вересня 1939 року підрозділи Червоної армії захопили Коломию. Першими в'їхали бійці 81 кавалерійського ескадрону, які одразу захопили залізничний вокзал, міст через Прут, пошту, телеграф, банки. Наступного дня прибули танкові підрозділи, а вже за ними — цивільні службовці та партійні діячі, учителі й лікарі. Життя в місті перебудовувалося за новими правилами.
У жовтні 1939 року було створено тимчасову міську управу на чолі з офіцером танкової групи Андрієм Бойком, згодом першим секретарем Коломийського МК КП (б)У. 22 жовтня 1939 року відбулися вибори до Народних Зборів Західної України, що мали на меті офіційно і «демократично» утвердити нову владу. На виборчі дільниці коломиян зганяли силоміць. Від Коломийського повіту було обрано 36 делегатів, у тому числі з Коломиї Ш. Шехтер, В. Білана, І. Михалевського, О. Кузьму, М. Черкаса, В. Проців та Ф. Сенюка.
У грудні 1939 року Тимчасове управління міста змінив Коломийський повітовий виконавчий комітет. У лютому 1940 року, на підставі постанови Станіславського облвиконкому, створено Коломийську міську раду депутатів трудящих, очільником якої став В. Білоус. Нові керівні структури міста формувалися здебільшого з прибулих зі сходу урядовців. 24 березня 1940 року коломияни вперше обирали своїх представників у Верховну Раду СРСР та Верховну Раду УРСР. За висунутих від «блоку комуністів і безпартійних» кандидатів у Коломиї проголосувало майже 98 % виборців, але ці вибори і такий їх результат не можна вважати виявом реальних прагнень мешканців міста. Відбулася і територіально-адміністративна реформа — згідно з указом Президії Верховної Ради УРСР наприкінці січня 1940 р. на території колишнього повіту, окрім Коломийського утворено ще 4 райони (Коршівський, Гвіздецький, Яблунівський і Печеніжинський).
1 жовтня 1939 року почала виходити газета «Червоний прапор» як орган спочатку Тимчасового управління міста Коломиї, відтак Коломийського міськкому і райкому КП(б)У міськради і райвиконкому Станіславської області. Радикальні зміни відбулися і в економіці: приватні підприємства націоналізовано, безробіття зменшилося частково за рахунок того, що вже від початку 1940 р. чимало коломиян «добровільно» виїхали на роботу до Східної України, зокрема на шахти Донецького басейну. Проте всі позитивні нововведення були нівельовані жорстокими репресіями, які окупаційна влада розпочала буквально з перших днів перебування в місті. Це був планомірний і широкомасштабний наступ на українське національно-патріотичне, культурно-освітнє, громадсько-політичне і релігійне життя. Заарештовано, а згодом засуджено або знищено передових українців міста і району, а їх родини депортовані до Сибіру. Таких же переслідувань зазнали і представники польської, німецької та єврейської меншин. У 1940 році за розпорядженням радянської окупаційної влади змушені були виїхати на історичну батьківщину коломийські німці. Одразу ж після «золотого вересня» були заборонені всі польські та українські політичні партії, громадські й молодіжні організації, різні соціально-економічні, культурно-освітні та наукові товариства, припинили свою діяльність видавництва, редакції чисельних коломийських часописів, зачинено читальні, а з бібліотек вилучено ідейно застарілу літературу й замінено її комуністичною.
1941—1944 роки були найтрагічнишими для коломиян під час німецької окупації. Після нападу Німеччини на СРСР радянська цивільна і військова адміністрації спішно покинули Коломию та вже 2 липня 1941 року місто було вільне від більшовиків, які перед своїм відступом вивезли з коломийської в'язниці всіх в'язнів, підірвали залізничний вокзал станції Коломиї і майстерні колишньої фабрики Біскупського. Члени місцевої ОУН одразу сформували Українську окружну управу на чолі з професором гімназії Антоном Княжинським та поліцію. На ратуші та інших будівлях вивішено синьо-жовті прапори.
На початку липня 1941 року місто окуповано військами 8-го угорського корпусу. Знову змінено адміністративно-територіальний устрій — відновлено ґміни, повіти й округи.
1 серпня 1941 року Коломия оголошена центром Коломийської округи, яка охоплювала досить велику територію — сюди входило декілька встановлених радянською окупаційною владою районів. У цей період в Коломиї відновилося українське суспільне життя, запрацювали кооперативи. 6 липня вийшло з друку перше число часопису «Воля Покуття», органу Українського революційного проводу й ОУН (у 1941—1942 роках виходив у Коломиї, у 1943—1944 роках — у Львові). 31 серпня 1941 року члени ОУН організували в Коломиї величне Свято Зброї, яке зібрало представників з цілої округи й засвідчило прагнення українців здобути незалежну державу. З метою підготовки до формування української збройної сили було створено в місті старшинську школу ОУН.
Плани й сподівання українців не збігалися з намірами окупантів. 10 серпня влада в Коломиї перейшла до рук німецької окупаційної адміністрації, яка за час свого порядкування в місті знищила чимало українських патріотів і майже все єврейське населення. На території міста було створено три гетто, де примусово утримувалися коломийські й привезені з інших міст і сіл євреї. Більшість з них було розстріляно, а приблизно 2 тисячі відправили у концентраційний табір Белжець. Врятуватися вдалося лише одиницям. Наймасовіші розстріли коломиян відбувалися у лісі біля села Шепарівці. Загалом за період німецької окупації гестапо розстріляло 17465 жителів міста, 2682 — були вивезені на роботи до Німеччини.
Багато коломиян воювали на фронтах Другої світової війни у різних арміях, активно вступала коломийська молодь і в лави ОУН та УПА.
Попри розстріли, облави, труднощі воєнного часу в місті діяли освітні заклади, українські кооперативи та Окружний театр, трупа якого налічувала понад 100 акторів та музикантів з різних міст України. Підприємства ж здебільшого були переорієнтовані на військові потреби.
За Другої світової війни третину міста було спалено, єврейське населення було знищене німецькою окупаційною владою.

### За радянських часів
28 березня 1944 року радянські війська звільнили залишену вже німецькими окупантами Коломию. У перші повоєнні роки змінився національний склад населення Коломиї:
- значно зросло число росіян — військовослужбовців Червоної армії, урядовців, партійних діячів, учителів та лікарів, які масово прибували до міста для утвердження влади і насаджування комуністичної ідеології й боротьби з націоналізмом і Рухом опору;
- зменшилася чисельність польської громади за рахунок переселення поляків з українських територій до Польщі;
- невеликий відсоток єврейського населення (в довоєнні роки становило майже половину мешканців міста) складали вихідці з півдня України й Молдови, бо коломийських євреїв внаслідок дій німецької окупаційної влади в Коломиї майже не залишилось;
- вперше за багато років найбільшу частку міського населення становили українці, число яких поповнилося й переселеними з Закерзоння.

Одразу з встановленням радянської влади великі сили служб НКВС і НКДБ були направлені на придушення потужного національно-визвольного руху, внаслідок чого тисячі здебільшого молодих українців, зокрема й з Коломиї та Коломийщини, вбито та відправлено в сталінські табори. Таким чином ліквідовано було широку мережу ОУН, яка діяла в місті, коломийський районний провід та молодіжні патріотичні організації.
20 січня 1945 року прилюдно повісили коло входу до центрального ринку фінансово-господарського референта Печеніжинського підрайонного проводу ОУН, завідувача комунального відділу Печеніжинського райвиконкому Івана Майданського.
Масові репресії були спрямовані й проти української інтелігенції. 2 лютого 1946 року напередодні виборів до Верховної Ради СРСР в місті заарештовано понад 70 осіб, частина з яких — педагог І. Лобода, інженер К. Сербинський, актор Б. Вонсуль та інші — померли після примусового «щеплення» невідомою вакциною.
Жорстокого переслідування зазнали і священнослужителі греко-католицької церкви, ліквідованої радянською владою 1946 року. Їх відправляли на каторгу або ж змушували приймати православ'я. Всі церковні споруди міста до 1947 р., окрім церкви св. Михаїла, були зачинені, відтак переобладнані, або перебудовані й використовувалися для інших цілей. Найбільше постраждав від втручання будівельників парафіяльний римо-католицький костел, споруджений у стилі українського бароко, який перетворено на двоповерховий магазин.
Розбудовано і розширено виробництво на давніх довоєнних підприємствах — щетинно-щітковій (заснована 1880 року), ткацькій (заснована 1898 р.), паперовій (заснована 1883 року) фабриках, заводі «Коломиясільмаш» (колишня фабрика Л. Біскупського, заснована 1869 року), цегельному (засн. 1870 р.) та пивоварному (колишня броварня Бреттлєра) заводах.
Засновувалися й нові підприємства, зокрема швейна (1945), килимарна (1945), взуттєва (1949), гардинна (1956) фабрики, деревообробний завод (1948), лісокомбінат (1959), завод КРУ (1979), «Електрооснастка». Розвивалася в нових умовах і за новими правилами й харчова промисловість.
1951 року на площі Ринок був становлений пам'ятник тодішньому ідолу — Леніну.
Відсутність конкуренції і замкнений товарообіг не сприяли якості та швидкому оновленню продукції. Однак, найбільше коломийське підприємство — завод «Коломиясільмаш», на якому у 1970 р. працювало близько 2,5 тис. працівників, експортувало свою продукцію — навантажувачі для сільськогосподарських робіт на Кубу (2 тис. шт.).
Масштабне житлове будівництво в Коломиї розпочалося від 1960-х рр. Спочатку виросли багатоквартирні будинки на сучасній вулиці С. Бандери, відтак з'явилися нові житлові мікрорайони вулиць С. Бандери, М. Лисенка, І. Богуна, Моцарта, М. Грушевського. Ці типові для всього Радянського Союзу споруди не мають архітектурної цінності, не додають місту самобутності, але проблему житла певною мірою вони вирішували. Наприкінці 1960-х-на поч. 1970-х рр. новими будівлями доповнено і коломийське середмістя — універмаг «Коломия», пошта, кінотеатр ім. Мирослава Ірчана та Будинок торгівлі стали своєрідним дисонансом на тлі австрійської архітектури міста.
До закладів культури належали музичні й художня школи, широка мережа бібліотек, районний і міський будинки культури, будинок офіцерів та 4 кінотеатри (на кін. 1980-х рр.). Від 1944 до 1962 рр. в Коломиї діяв музично-драматичний театр ім. Галана (від 1954 р.), який за час свого існування показав сотні вистав, активно гастролював не лише містами України, а й інших республік СРСР. Після його закриття театральні традиції міста продовжували самодіяльні театри. 1989 р. Коломийський державний театр відновлено.
В останні роки існування СРСР, під час так званої перебудови в місті розпочався процес національного відродження. У 1988 р. засновано культорологічне товариство «Поступ».
6 лютого 1988 року почала виходити перша в Україні легальна національно-демократична газета доби соціалізму «Агро», на сторінках якої вперше публікувалися матеріали із заборонених в радянські часи тем — Голодомор, національно-визвольні змагання і т. д. Редакторами газети були Д. Захарук, О. Бабій, М. Андрусяк.
Національно-просвітні акції та віча набували масового характеру. 9 березня 1989 р. громадськість міста на чолі з товариством «Поступ» отримала дозвіл на урочистий похід до парку Т. Шевченка (тепер студентський парк), де біля погруддя поета читали його вірші, співали пісні на його слова. Так почались відкриті вшанування поета, коли в 1989 р. відкрито пам'ятники Т. Шевченкові в Джуркові та Воскресінцях, де вперше було піднято синьо-жовтий прапор.
У січні 1990 р. коломияни взяли участь у живому ланцюгу Івано-Франківськ — Львів — Київ на честь Акта Злуки.
6 березня 1990 р. відбулися перші демократичні вибори на альтернативній основі, у результаті яких до влади в місті прийшли демократичні сили.
18 травня 1990 року почав виходити «Вісник Коломиї», а 15 січня 1991 року «Вільний голос». 1990 р. Коломия об'єднала українців з цілого світу на Першому Всесвітньому Соборі Духовної України, який проходив у місті 4-7 липня 1991 року.
17 серпня 1990 року демонтовано пам'ятник В. І. Леніну. Під час демонтажу в постаменті пам'ятника виявлено надмогильні плити з єврейського цвинтаря.
Цього ж року рішенням виконкому Коломийської міської ради народних депутатів першого демократичного скликання відновлено ліквідовану радянською владою у 1944 р. Коломийську гімназію.
8 жовтня 1990 року відкритий Музей історії міста Коломиї.
10 травня 1991 року Коломию відвідав глава УГКЦ Мирослав Іван Любачівський. Тоді ж було освячено місце під пам'ятник Тарасові Шевченку.
17-19 серпня 1991 року Коломия урочисто відзначала 750-річчя першої літописної згадки. В рамках святкування 18 серпня відкрито пам'ятник Степану Бандері. Багатолюдне свято з насиченою програмою стало останньою акцією в місті доби Радянського Союзу.

### У Незалежній Україні
Населення міста зі схваленням зустріло проголошення державної незалежності у 1991 р. Значна більшість коломиян брала участь у всіх виборах, особливо активно підтримали Помаранчеву революцію.
Економіка Коломиї після розпаду СРСР тривалий час перебувала в кризовій ситуації. Змінилася система господарювання і власності. Більшість існуючих у радянський час підприємств занепали або самоліквідувалися. Зросла мережа торговельних та розважальних закладів, кав'ярень, ресторанів, готелів, туристичних фірм.
Після проголошення незалежності в Коломиї відновили свою діяльність дорадянські українські товариства «Просвіта» та «Союз українок»; виникли нові організації й товариства; відійшла в минуле й однопартійна система.
З відродженням греко-католицької церкви й свободи віросповідання в Коломиї відновлено низку церков у давніх спорудах:
- Церква святого архистратига Михаїла УГКЦ (1990)
- Церква Благовіщення Пречистої Діви Марії (Коломия) УГКЦ (1991-2018 рр. - перебування в складі УПЦ (МП), з 2018 р. - в складі УГКЦ)[23]
- Церква святого Йосафата УГКЦ (освячення храму було здійснено 1.12.1991 р. єпископом Івано-Франківським кир Софроном (Дмитерком). З 1762 по 1946 рр. будівля храму функціонувала в формі римо-католицького костелу Успіння Пречистої Діви Марії
- Римо-католицький костел святого Ігнатія Лойоли (1990)
- Церква святого Миколая УГКЦ (1996)
- Єрусалимська синагога (1996)

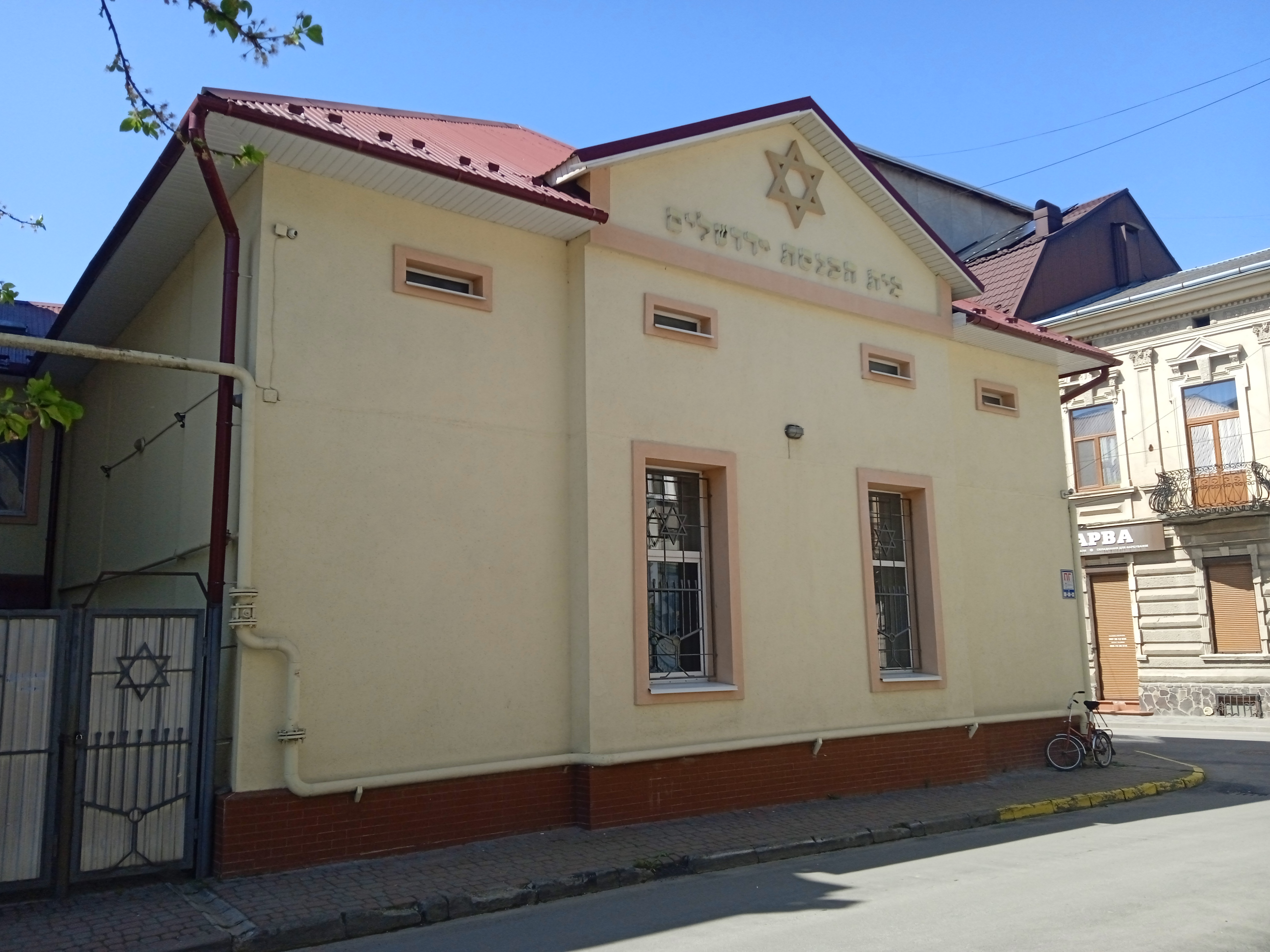
Єрусалимська синагога

Збудовано або ж ще будуються й нові церковні споруди:                                                                                     

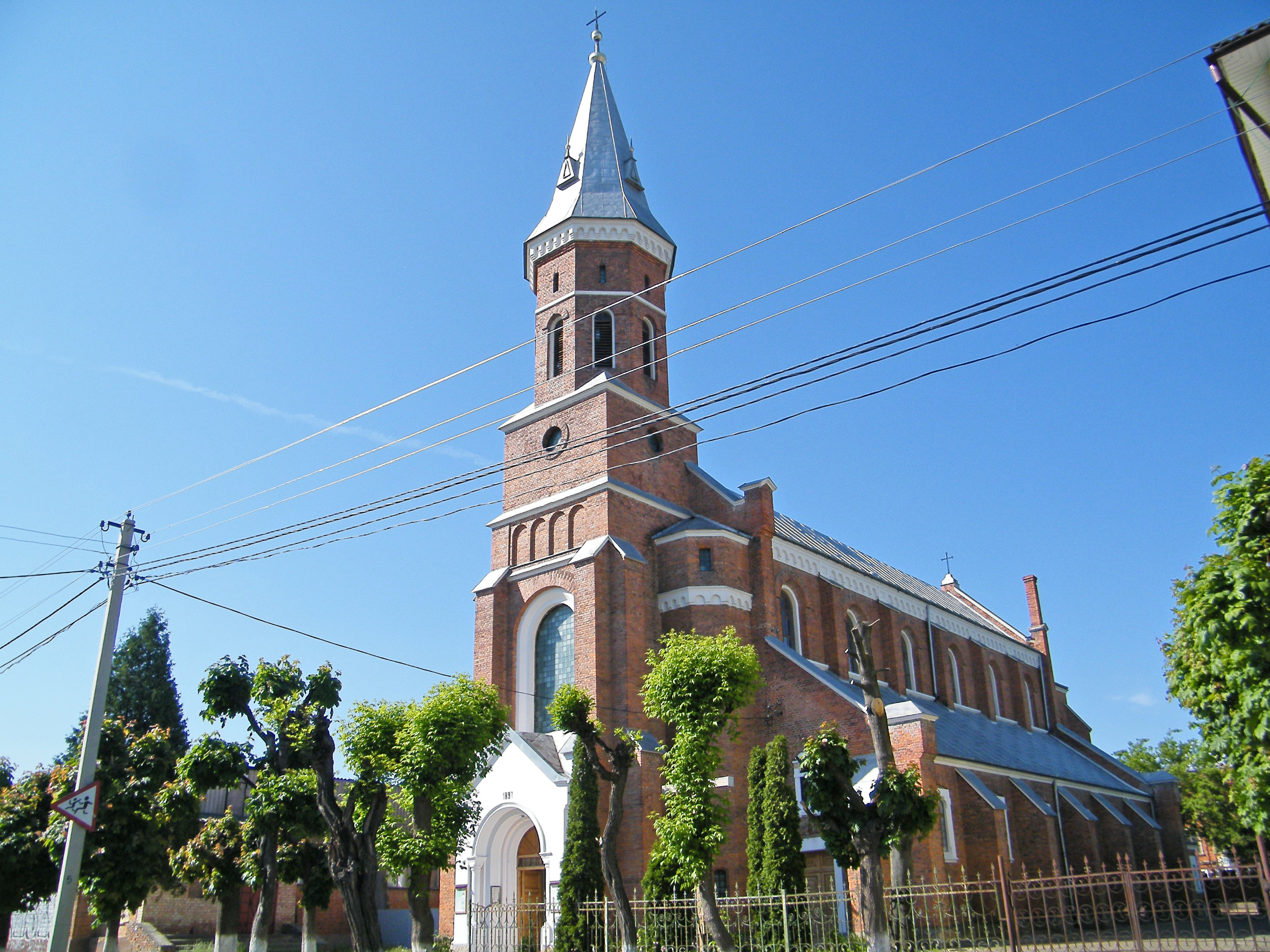
Костел Святого Ігнатія Лойоли

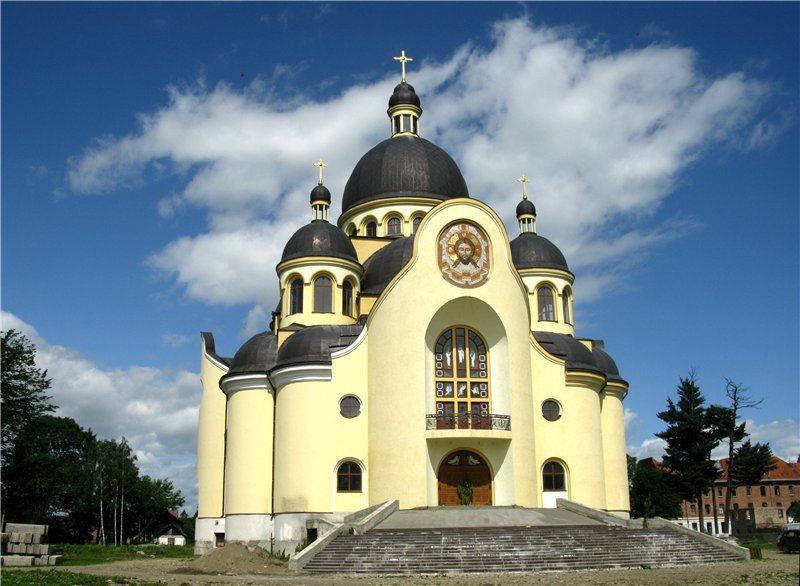
Катедральний собор Преображення Христового УГКЦ (початок будівництва 1998 р. — освячення 2012 року)

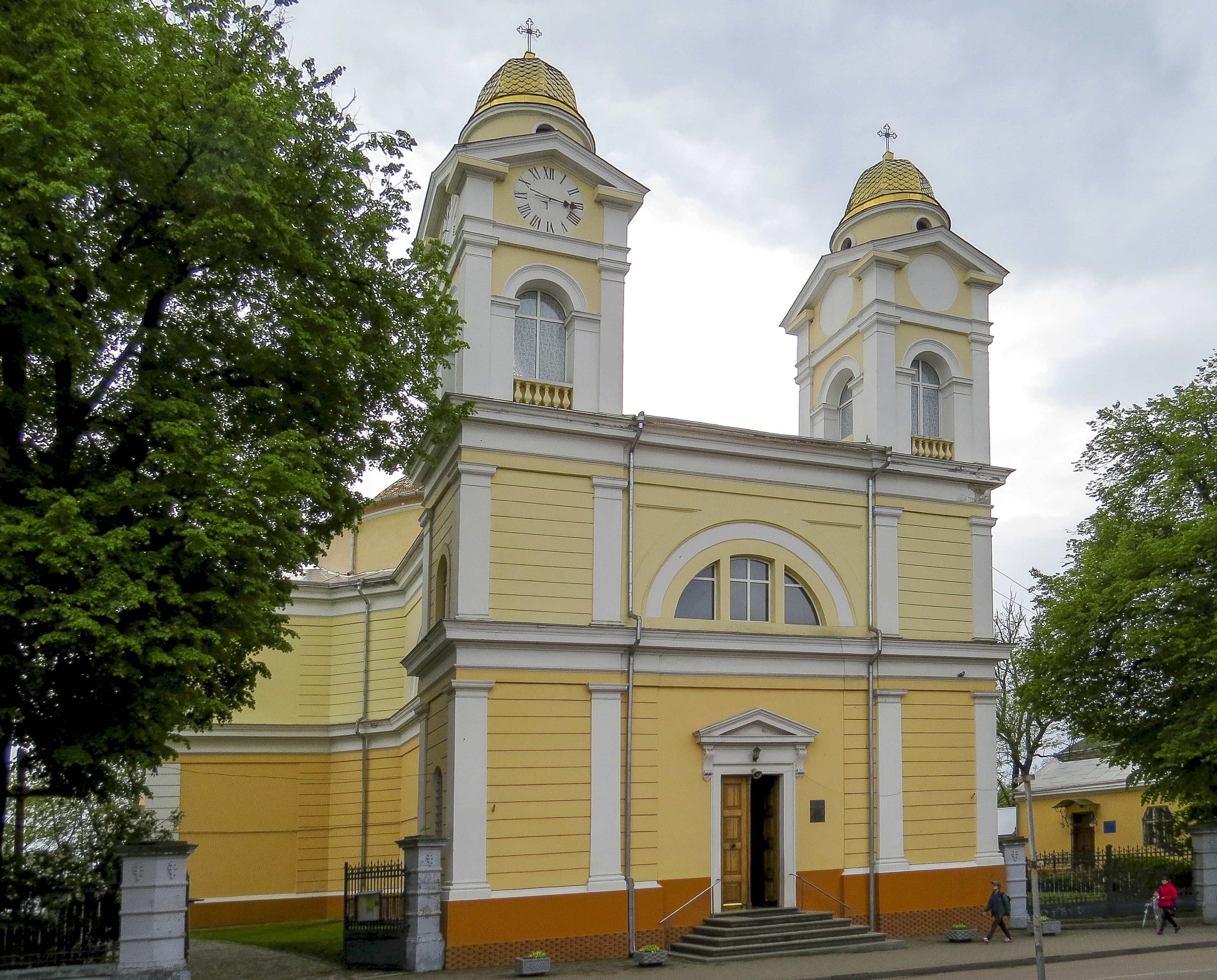
Церква святого Архистратига Михаїла

- Катедральний собор Преображення Христового УГКЦ (початок будівництва — 1998 рік).
- Миколаєво-Успенський собор ПЦУ (збуд. 1996)
- Кафедральний собор Преображення Господнього ПЦУ (початок будівництва — 1994 рік).
- Церква євангельських християн баптистів (1998).
- Церква Стрітення Господнього УГКЦ
- Церква святих апостолів Петра й Павла УГКЦ
- Церква Покрову Пресвятої Богородиці УГКЦ
- Церква князя Володимира та княгині Ольги УГКЦ

1993 року створено Коломийсько-Чернівецьку єпархію УГКЦ, управління якої розміщене у будинку колишнього МК КПУ.
12 вересня 2017 року Папа Франциск дав згоду на рішення Синоду Єпископів УГКЦ на виокремлення зі складу Коломийсько-Чернівецької єпархії Чернівецької єпархії УГКЦ з осідком у Чернівцях.
Зазнала реорганізації й низка навчальних закладів міста:
- всі школи перейшли на десятирічне навчання та українську мову викладання;
- на базі школи № 10 відкрито Коломийський навчально-виховний комплекс № 10;
- школу № 9 перепрофільовано на Коломийський природничо-математичний ліцей;
- відновлену гімназію ім. М. Грушевського приміщено в будинку ліквідованої школи-інтернату;
- певні зміни відбулися в навчальних програмах існуючих середніх спеціальних закладів, відкрилося і декілька нових;
- засновано два вищі навчальні заклади.

Становлення України як держави в рамках міста відбувалося непросто, але з великим піднесенням і ентузіазмом. Проводились численні заходи — віча, акції, святкування, які відновлювали історичну правду, приховувану або ж перекручувану в часи СРСР, започатковано нові фестивалі.
- 1992: 135-річчя від дня народження письменника Андрія Чайковського; 120-річчя від дня народження письменника Богдана Лепкого; 100-річчя композитора Михайла Гайворонського; 50-річчя УПА та ін.
- 1993: 100-річчя від дня народження професора Коломийської гімназії Ореста Кузьми; 100-річчя від дня народження музиканта й педагога Романа Рубінґера тощо;
- 1994: 110-річчя від дня народження професора Коломийської гімназії Дмитра Николишина; 100-річчя від дня народження поета і композитора Романа Купчинського; 50-річчя операції «Вісла» тощо.
- 1995: 400-річчя від дня народження гетьмана Богдана Хмельницького, 200-річчя просвітителя і засновника театру о. Івана Озаркевича, 100-річчя письменника Юрія Шкрумеляка, 100-річчя товариства «Коломийський Боян», 90-річчя композитора Василя Витвицького, 70-річчя журналу «Жіноча доля» та ін.
- 1996: 400-річчя Берестейської унії, 100-річчя побудови будівлі Народного дому, 70-річчя Коломийського музею народного мистецтва Гуцульщини та Покуття та ін.
- 1997: 50-річчя Коломийського медучилища, 60-річчя професора Василя Лизанчука та ін.
- 1998: 150-річчя театрального руху в Галичині; 130-річчя товариства «Просвіта», 80-річчя ЗУНР та ін.
- 1999: 80-річчя Злуки ЗУНР і УНР та ін.
- 2000: 2000-ліття Різдва Христового, 100-річчя Коломийської гімназії, Х Міжнародний гуцульський фольклорно-етнографічний фестиваль та ін.
- 2001: 80-річчя Коломийської музичної школи, 70-річчя актора, громадсько-політичного діяча Ігоря Салія, І Регіональний фестиваль дитячого естрадного мистецтва «Зорепад» та ін.
- 2002: 100-річчя від дня народження письменниці Костянтини Малицької, 70-річчя культурно-громадського діяча Я. Полатайчука та ін.
- 2003: II Міжнародний фестиваль дитячого естрадного мистецтва «Зорепад».
- 2004: 121-річчя від дня народження письменника Леся Гринюка та заснування фонду його імені; 5-річчя загибелі В'ячеслава Чорновола та ін.
- 2005: вперше на державному рівні, зокрема і в Коломиї, відзначено День пам'яті жертв голодоморів та ін.
- 2006: XVI Міжнародний гуцульський фольклорно-етнографічний фестиваль «Коломийка» та ін.
- 2007: І обласний фестиваль «Писанка» та ін.
- 2008: II обласний фестиваль «Писанка», І Всеукраїнський театральний фестиваль «Коломийські представлення» та ін.
- 2009: III обласний фестиваль «Писанка» та ін.
- 2010: Перший відкритий фестиваль «Медовий Спас», фестиваль-ярмарок краєзнавчої книги «Коломийський манускрипт»; фольклорне свято «Гірські горни»; II Всеукраїнський театральний фестиваль «Коломийські представлення» та ін.

Щорічно традиційно в грудневі дні в Коломиї проходить музичний фестиваль ім. А. Кос-Анатольського.
Міський будинок культури «Народний дім» від 1990 р. займає приміщення колишньої «Каси Ощадності», пізніше Будинку офіцерів. Тут активно працюють самодіяльні колективи, чимало яких створені вже у роки незалежності, зокрема театр поезії «Орфей», ансамбль сучасного танцю «Ерідан» та ін.
Відродження правдивої історії спонукало до відкриття в Коломиї нових пам'ятників:
- 20 вересня 1992 року — погруддя Михайла Грушевського;
- 22 серпня 1993 року — Тарасові Шевченку;
- 19 жовтня 1997 року — Кирилові Трильовському;
- 22 серпня 1999 року — статуя Божої Матері «За щасливе повернення з фронтів війни, тюрем, концтаборів»;
- 3 листопада 2001 року — воїнам-інтернаціоналістам;
- 5 січня 2008 року — борцям за незалежну Україну.

Великі зміни відбулися в Коломиї останніми роками. У місті відновлено гуманітарну гімназію, а після 27-річної перерви в 1990 р. було відновлено професійний театр — Коломийський академічний обласний український драматичний театр імені Івана Озаркевича. Місту повернули Народний дім.
У місті працюють Національний музей народного мистецтва Гуцульщини та Покуття імені Й. Кобринського (у приміщенні колишнього «Народного дому»), Музей писанкового розпису, Музей історії міста Коломиї.
2009 року Коломию було названо «Найбезпечнішим містом» України за версією журналу «Фокус»,.
| 2007 | 2008 | 2009 | 2010 | 2011 | 2012 | 2013 |
| ---- | ---- | ---- | ---- | ---- | ---- | ---- |
| 9    | 14   | 42   | 34   | 45   | 23   | 22   |

Пам'ятник Іванові Франку в Коломиї

27 серпня 2012 року в місті відбулось відкриття пам'ятнику Іванові Франку.
6 вересня 2018 року Коломийська міська рада ухвалила рішення про добровільне приєднання громад сіл Шепарівці, Товмачик, Іванівці, Саджавка та Кубаївка. А через 10 днів до Коломиї приєдналися Воскресинці.
18 липня 2019 року в Коломиї біля церкви святого Йосафата відкрили унікальну дзвіницю із карильйоном. В Україні таких існує п'ять карильйонів (2019), у Коломиї — шостий.

## Економіка
За часи незалежності фактично припинила своє існування чи була ліквідована переважна більшість промислових підприємств Коломиї: завод «Коломиясільмаш» (колишня фабрика Біскупського), лісокомбінат, Комбінат побутового обслуговування, «Заготзерно», завод «Електрооснастка [Архівовано 2 грудня 2013 у Wayback Machine.]», фабрика «17 вересня», взуттєва фабрика [Архівовано 2 грудня 2013 у Wayback Machine.], деревообробний завод [Архівовано 2 грудня 2013 у Wayback Machine.], завод КРП [Архівовано 3 грудня 2013 у Wayback Machine.] (комплектних розподільчих пристроїв), щетинно-щіткова фабрика, ткацька фабрика [Архівовано 25 серпня 2011 у WebCite] на сучасній вулиці Січових Стрільців, ткацька фабрика на сучасній вул. Русина, швейна фабрика [Архівовано 25 серпня 2011 у WebCite] на сучасній Валовій вулиці, друкарня на вул. Валовій, сокоекстрактовий завод [Архівовано 22 листопада 2016 у Wayback Machine.], Пересувна механізована колона-82 [Архівовано 25 серпня 2011 у WebCite] (ПМК-82) на сучасній вул. Тютюнника, та багато інших. Була ліквідована мережа кінотеатрів, а їх було 4: кінотеатр ім. Ірчана [Архівовано 3 грудня 2013 у Wayback Machine.], кінотеатр «Джерело» [Архівовано 4 грудня 2013 у Wayback Machine.] (колишні назви — Марс, імені Кірова), кінотеатр «Юність», кінотеатр «Комсомолець [Архівовано 4 грудня 2013 у Wayback Machine.]» в теперішньому парку ім. Трильовського (раніше  ім. Кірова). Також в Коломиї ліквідоване фільмосховище обласного значення. Як наслідок, дуже багато людей опинилися без роботи. З економічних причин багато коломиян були змушені емігрувати за кордон. Ті підприємства, що ще лишились від радянської епохи, ледве жевріють. До них можна віднести гардинну фабрику, паперову фабрику, металозавод, Експериментальний завод ПРУТ [Архівовано 2 грудня 2013 у Wayback Machine.] (програмованих радіоелектронних навчальних терміналів), сирзавод [Архівовано 2 грудня 2013 у Wayback Machine.], залишки «Коломиясільмашу», Коломийське Заводоуправління будівельних матеріалів, швейна фабрика на вул. Театральній, друкарня [Архівовано 25 серпня 2011 у WebCite] на вул. Мазепи, Коломийське Автотранспортне підприємство, м'ясокомбінат, плодоконсервний завод [Архівовано 2 грудня 2013 у Wayback Machine.],[джерело?] Побуткомбінат, що був розташований на куті вулиць, що мають сучасні назви Сагайдачного і Шухевича.

## Населення
Історична динаміка національного складу за даними переписів:
|          | 1959   | 1989   | 2001   |
| українці | 72,2 % | 86,5 % | 92,4 % |
| росіяни  | 18,8 % | 11,0 % | 5,0 %  |
| поляки   | 4,2 %  | 0,9 %  | 0,5 %  |
| білоруси | 1,9 %  | 0,5 %  | 0,3 %  |
| євреї    | 3,2 %  | 0,6 %  | 0,1 %  |
|          |        |        |        |

Розподіл населення за віком та статтю (2001):
| Стать | Всього | До 15 років | 15-24 | 25-44 | 45-64 | 65-85 | Понад 85 |
| --- | ------ | ----------- | ----- | ----- | ----- | ----- | -------- |
| Чоловіки | 28 737 | 5637        | 5436  | 9199  | 6110  | 2274  | 81       |
| Жінки | 32 710 | 5260        | 5962  | 9844  | 7469  | 3945  | 230      |
| \| Статево-вікова піраміда \| Статево-вікова піраміда \| Статево-вікова піраміда \| \| ----------------------- \| ----------------------- \| ----------------------- \| \| Чоловіки \| Вік \| Жінки \| \| 81 \| 85 + \| 230 \| \| 167 \| 80-84 \| 379 \| \| 394 \| 75-79 \| 1046 \| \| 760 \| 70-74 \| 1183 \| \| 953 \| 65-69 \| 1337 \| \| 1232 \| 60-64 \| 1653 \| \| 1067 \| 55-59 \| 1315 \| \| 1749 \| 50-54 \| 2102 \| \| 2062 \| 45-49 \| 2399 \| \| 2522 \| 40-44 \| 2896 \| \| 2293 \| 35-39 \| 2576 \| \| 2139 \| 30-34 \| 2208 \| \| 2245 \| 25-29 \| 2164 \| \| 2342 \| 20-24 \| 2179 \| \| 3094 \| 15-20 \| 3783 \| \| 2505 \| 10-14 \| 2268 \| \| 1799 \| 5-9 \| 1673 \| \| 1333 \| 0-4 \| 1319 \| |        |             |       |       |       |       |          |
| Статево-вікова піраміда |        |             |       |       |       |       |          |
| Чоловіки | Вік    | Жінки       |       |       |       |       |          |
| 81 | 85 +   | 230         |       |       |       |       |          |
| 167 | 80-84  | 379         |       |       |       |       |          |
| 394 | 75-79  | 1046        |       |       |       |       |          |
| 760 | 70-74  | 1183        |       |       |       |       |          |
| 953 | 65-69  | 1337        |       |       |       |       |          |
| 1232 | 60-64  | 1653        |       |       |       |       |          |
| 1067 | 55-59  | 1315        |       |       |       |       |          |
| 1749 | 50-54  | 2102        |       |       |       |       |          |
| 2062 | 45-49  | 2399        |       |       |       |       |          |
| 2522 | 40-44  | 2896        |       |       |       |       |          |
| 2293 | 35-39  | 2576        |       |       |       |       |          |
| 2139 | 30-34  | 2208        |       |       |       |       |          |
| 2245 | 25-29  | 2164        |       |       |       |       |          |
| 2342 | 20-24  | 2179        |       |       |       |       |          |
| 3094 | 15-20  | 3783        |       |       |       |       |          |
| 2505 | 10-14  | 2268        |       |       |       |       |          |
| 1799 | 5-9    | 1673        |       |       |       |       |          |
| 1333 | 0-4    | 1319        |       |       |       |       |          |

Національний склад населення за даними перепису 2001 року:
| Національність | Кількість осіб | Відсоток |
| -------------- | -------------- | -------- |
| українці       | 56749          | 92,35 %  |
| росіяни        | 3078           | 5,01 %   |
| поляки         | 301            | 0,49 %   |
| білоруси       | 179            | 0,29 %   |
| молдовани      | 61             | 0,10 %   |
| інші           | 1080           | 1,76 %   |

Мовний склад населення за даними перепису 2001 року:
| Мова       | Кількість осіб | Відсоток |
| ---------- | -------------- | -------- |
| українська | 57214          | 93,11 %  |
| російська  | 3075           | 5,00 %   |
| польська   | 89             | 0,14 %   |
| білоруська | 82             | 0,13 %   |
| молдовська | 45             | 0,07 %   |
| інші       | 943            | 1,53 %   |

## Культура

### Музика, театр і кіно
- Коломийський академічний обласний український драматичний театр імені Івана Озаркевича[33]
- Коломийська філармонія імені Олександра Козаренка (вул. Симона Петлюри, 11)[34][35]

### Музеї
- Національний музей народного мистецтва Гуцульщини та Покуття[36]  імені Йософата Кобринського
- Музей історії міста Коломиї (вул. Романа Шухевича, 80)
- Музей «Писанка» [37]
- Музей коломийської книги[38]

### Туристичні об'єкти
- Ратуша  (проспект Михайла Грушевського, 1)
- Польський цвинтар (вул. Степана Бандери, 1а)
- Pomnik Adama Mickiewicza (вул. Андрія Чайковського, 22-24,)
- Церква Благовіщення Пресвятої Діви Марії (вул. Карпатська, 6)
- Церква святого Архистратига Михаїла
- Острів на міському озері
- Національний музей народного мистецтва Гуцульщини та Покуття (вулиця Театральна, 25)
- площа Скорботи
- Єврейське кладовище (вулиця Симона Петлюри, 37)
- Національний музей народного мистецтва Гуцульщини та Покуття імені Йософата Кобринського
- Музей історії міста Коломиї
- Музей «Писанка»

## Пам'ятки культури
Пам'ятки культурної спадщини, що не підлягають приватизації:
| Найменування пам'ятки                           | Час створення       | Місце розташування            | Охоронний номер |
| ----------------------------------------------- | ------------------- | ----------------------------- | --------------- |
| Будинок культури                                | XIX століття        | Вічовий майдан, 7             | 555             |
| Ратуша                                          | 1877 рік            | вул. Михайла Грушевського, 1  | 559             |
| Церква Святого Архистратига Михаїла та дзвіниця | 1855-1871 рр.       | вул. Михайла Грушевського, 11 | 560             |
| Будинок колишнього банку                        | початок XX століття | вул. Михайла Драгоманова, 1   | 584             |
| Дерев'яна Благовіщенська церква                 | 1587 рік            | вул. Карпатська, 2            | 233/1           |
| Дзвіниця Благовіщенської церкви                 | XVI століття        | вул. Карпатська 2             | 233/2           |
| Костел                                          | XIX століття        | вул. Івана Мазепи, 2          | 562             |
| Будинок колишньої гімназії                      | 1875 рік            | вул. Адама Міцкевича, 1       | 574             |
| Будівля музею                                   | 1887-1902 роки      | вул. Театральна, 25           | 578             |
| Колишній будинок ощадкаси                       | 1892 рік            | вул. Театральна, 27           | 579             |
| Будинок житловий                                | XIX століття        | вул. Театральна, 33           | 580             |
| Будинок житловий                                | початок XX століття | вул. Театральна, 48           | 582             |
| Будинок житловий                                | початок XX століття | вул. Театральна, 54           | 583             |
| Будинок житловий                                | XIX століття        | вул. Івана Франка, 3          | 585             |
| Костел Святого Ігнатія Лойоли                   | XX століття         | вул. Івана Франка, 18         | 586             |
| Монастир Урсулянок                              | початок XX сторіччя | вул. Івана Франка, 19         | 587             |
| Будинок житловий                                | початок XX століття | вул. В'ячеслава Чорновола, 1  | 564             |
| Будівля медичної установи                       | початок XX століття | вул. В'ячеслава Чорновола, 32 | 570             |
| Будинок пошти                                   | початок XX століття | вул. В'ячеслава Чорновола, 47 | 571             |
| Будинок житловий                                | XIX сторіччя        | вул. В'ячеслава Чорновола, 57 | 572             |
| Будинок повітової ради                          | початок XX століття | вул. Романа Шухевича, 80      | 561             |

## Релігійні споруди міста
- Катедральний собор Преображення Господнього (УГКЦ)   вул. Театральна, 31
- Церква Святого Архистратига Михаїла    пр-т Михайла Грушевського, 11
- Церква Благовіщення Пресвятої Діви Марії (УГКЦ)
- Церква священомученика Йосафата Кунцевича (УГКЦ)
- православна церква   (ПЦУ)
- Церква Благовіщення Пресвятої Діви Марії (УГКЦ)
- Церква Богоявлення Господнього (УГКЦ)
- Церква Святого Апостола Андрія      вул. Дениса Січинського, 22
- Римо-католицька церква  вул. Івана Франка,
- Церква святого Миколая   вул. Симона Петлюри, 63
- Римо-католицький костел Ігнатія Лойоли вул. Івана Франка, 20
- Церква Воскресіння Христового  с. Воскресинці

- Церква Адвентистів сьомого дня

- Дім Молитви     вул. Гетьмана Івана Мазепи, 93
- Божа Церква ХВЄ "Вифлиєм"
- Церква ХВЄ "Віфанія"

## Історія вулиць міста
- Вулиця Біберовичів
- Вулиця Василя Барвінського
- Вулиця Дмитра Байди-Вишневецького
- Вулиця Миколи Бенцаля
- Вулиця Олекси Бахматюка
- Вулиця Степана Бандери
- Площа Відродження
- Площа Тараса Шевченка
- Вулиця Миколи Костомарова
- Вулиця Братів Микитюків

## Коломийки
Коломиї завдячують своєю назвою танець коломийка і короткі пісні, які теж називаються коломийками. Наприклад,

| Коломия не помия, Коломия місто, В Коломиї такі дівки, як пшеничне тісто |

## Освіта
Нині у Коломиї діє одинадцять загальноосвітніх шкіл, 11 дитячих садочків, дитячий будинок-інтернат, Будинок дитячої та юнацької творчості, Станція юних туристів, Коломийський навчально-виробничий центр творчості учнівської молоді, Музична студія, ДЮСШ № 1, ДЮСШ № 2.

### Коледжі
- Коломийський економіко-правовий коледж КНТЕУ[43]
- Коломийський медичний коледж імені Івана Франка[44]
- Коломийський педагогічний коледж
- Коломийський політехнічний коледж
- Коломийський коледж комп'ютерних наук[45]

### Технікуми, ліцеї та училища
- Коломийський індустріально-педагогічний технікум[46]
- Коломийський професійний ліцей сфери послуг[47]
- Вище професійне училище № 14[48]
- Вище професійне училище № 17.

### Музичні школи

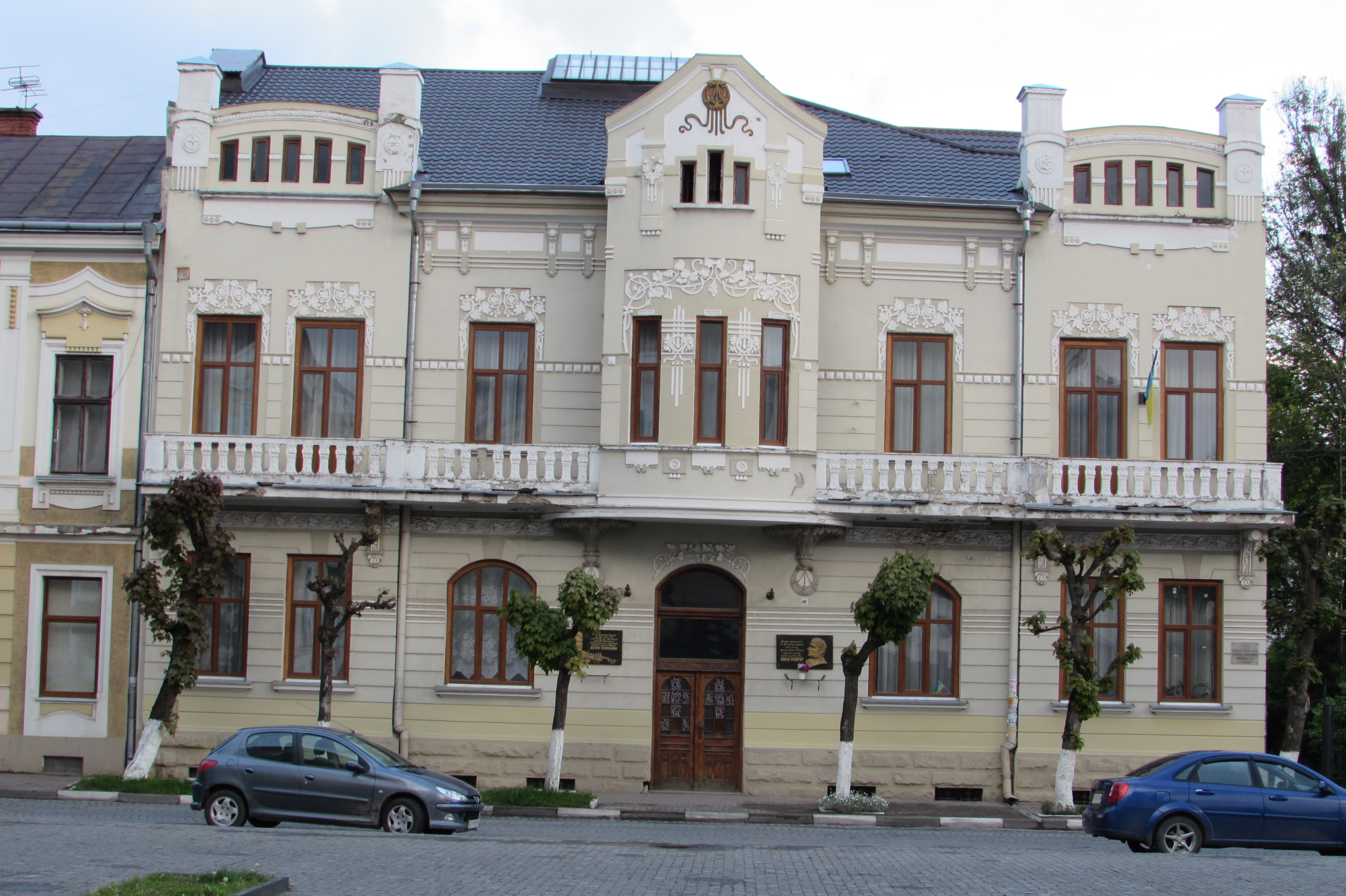
Коломийська дитяча музична школа № 1 імені Анатолія Кос-Анатольського

- Коломийська дитяча музична школа № 1 імені Анатолія Кос-Анатольського
- Коломийська дитяча музична школа № 2 імені Галини Грабець

## Спорт

### Бокс
- Андрій Федчук
- Володимир Колесник

### Футбол
- Довбуш[49]
- Сільмаш (Коломия)
- Романчук Олександр

### Легка атлетика
- Лабич Петро Васильович — заслужений тренер України з легкої атлетики
- Рємень Анастасія
- Харащук Тетяна
- Шепетюк Ірина

### Пауерліфтинг
- Чепіль Марія

### Вільна боротьба
- Денис Сагалюк
- Артур Костюк

### Важка атлетика
- Кшиштоф Бек

### Плавання
- Данута Захар'ясевич

### Теніс
- Любомир Чайківський

## Засоби масової інформації
Колишні періодичні видання:
- газета «Батьківщина» (1933)

Телебачення:
- телеканал «НТК»

Сучасні періодичні видання:
- Газета «Вільний голос» (15.01.1991 року вийшов перший номер)

Дуб Івана Франка

- «ЗР-Інформ»[50]
- «Коломийські Вісті»[51]
- «Коломийська правда»
- «Патилько»
- «Дзеркало Коломиї»
- «Вітрина Коломиї»

Інтернет видання:
- Інформатор Коломия[52]
- Глуzзд[53]
- Kolomyia.today[54]

## Природа
- Горіх сірий (пам'ятка природи)
- Дуб Івана Франка (пам'ятка природи)
- Магнолія (пам'ятка природи)
- Дендрологічний парк

## Особистості

### Уродженці
- Ярослав Баб'юк (1929—2004) — лікар, біохімік, доктор природничих наук (1968), професор (1984).
- Антон Білецький (1914) — діяч прогресивної української еміграції та робітничого руху Канади.
- Михайло Білоскурський (1902—1972) — військовий діяч, генерал-майор радянської армії (1944).
- Осип Білоскурський (1883—1943) — майстер народної кераміки.
- Яків Білоскурський (1885—1977) — громадсько-політичний і військовий діяч.
- Іван Богдан — перший виходець із України, чия нога ступила на землю Американського континенту.
- Волошинський Богдан Іванович (1957) — коломийський краєзнавець, політик, автор багатьох історичних праць, член Національної спілки краєзнавців України (з 2018).
- Владислав Гачевський (1900—1967) — польський футболіст і науковець-металознавець.
- Гінчицький Тарас Антонович (1944) — український співак.
- Гординський Святослав Ярославович (1906—1993) — український художник, графік, мистецтвознавець, поет, перекладач, журналіст.
- Зарицька Катерина Миронівна (1914—1986) — визначна діячка ОУН, керівник Українського Червоного Хреста, політв'язень.
- Віктор Зорза (1925—1996) — британський журналіст єврейського походження.
- Володимир Юліанович Кайє-Кисілевський (1896—1976) — український історик, журналіст, видавець, науковець і державний службовець ЗУНР, професор Оттавського університету.
- Кічак Ігор Йосипович (1930—2014) — коломийський діяч українського національного руху, член ОУН, жертва радянських таборів, публіцист.
- Йосафат Кобринський (1818—1901) — український культурно-громадський та церковний діяч, публіцист, меценат, політичний діяч.
- Анатолій Кос-Анатольський (1909—1983) — відомий український композитор.
- Антін Крушельницький (1878—1937) — український письменник, літературний критик і літературознавець, педагог, міністр освіти УНР (1919 р.).
- Ярослав Любович (1908—1929) — член Української військової організації (УВО).
- Омелян Левицький (1875—1917) — український політичний і військовий діяч.
- Іван Монолатій (1976) — коломиєзнавець, доктор політичних наук, доктор філософії Українського вільного університету в Мюнхені, професор Прикарпатського національного університету імені Василя Стефаника.
- Никифорів Роман Федорович (1946) — український композитор, диригент, педагог та співак, Заслужений працівник культури України (1986).
- Богдан Осадчук (1920—2011) — провідний український публіцист, науковець, дослідник історії Центральної та Східної Європи, професор політології Вільного університету Берліна (Німеччина).
- Роман Островський (1950) — український журналіст, фотограф.
- Володимир Паньків (1956) — український вчений-ендокринолог, лікар і педагог.
- Андрій Ставничий (1919—2013) — український диригент і педагог.
- Юрій Султанов (1948—2003) — український методист, літературознавець, культуролог, поет.
- Калин Ігор Васильович (1988—2022) — старший солдат Збройних сил України, учасник російсько-української війни
- Марія Фішер-Слиж (1922—2012) — українська меценатка, член управи Канадського товариства приятелів України, Ліги українських меценатів та Почесний член Наукового товариства імені Шевченка у США.
- Адольф Фріш (1891—1943) — коломийський лікар єврейського походження, очільник коломийського осередку єврейської партії "Бунд".

- Артем Чапай (1981) — письменник, книга якого «Подорож із Мамайотою в пошуках України» потрапила до фіналу конкурсу «Книга року BBC».
- Олег Цісик (1922—1949) — діяч ОУН, двічі Лицар Бронзового Хреста Заслуги.
- Марта Онуфріївна Шевченко (1944) — українська бандуристка, педагог, керівник капел бандуристів, заслужений працівник культури України (1998), член Національної спілки кобзарів України.
- Євген Яворівський (1893—1954) — український громадський і політичний діяч, педагог, журналіст і письменник.

### Мешкали, навчалися та працювали
- Базак Марта Іванівна — художник декоративно-прикладного мистецтва.
- Батистяк Іван — майстер художньої кераміки XVII століття.
- Бахматюк Олекса (1820—1882[55]) — український майстер декоративного розпису на кахлях.
- Калиняк Богдан Михайлович — Герой України, захисник Майдану;
- Карась Зиновій Семенович (1929—2014) — коломийський громадсько-політичний діяч, священик УГКЦ, член ОУН, жертва радянських таборів, публіцист, журналіст.
- Ковтун Валерій Іванович (нар. 1948) — коломийський громадсько-політичний діяч, краєзнавець, директор Коломийського педагогічного коледжу (з грудня 2001), Заслужений працівник освіти України, Почесний краєзнавець України.
- Козак Катерина Іванівна (1897) — жителька Коломиї, з 14 лютого 2014 найстаріша жителька Землі
- Козаренко Олександр Володимирович — відомий піаніст, композитор, науковець, професор Львівського національного університету ім. І. Франка та Українського вільного університету у Мюнхені, заслужений працівник культури України.
- Леопольд фон Захер-Мазох (1836—1895) — австрійський письменник, автор романів і новел на еротичні, а також фольклорні теми. До нього про гуцульський край у Європі чули хіба лише географи. Народився у Львові, няня-русинка Ґандзя співала йому українські колискові й коломийки. Неодноразово виїжджав у Коломию та в Карпати, і згодом написав твори, герої яких діють саме в Галичині: українські новели «Дон Жуан з Коломиї» та «Місячна ніч»[56].
- Макарушка Богдан-Андрій — лікар, вояк УГА, громадський діяч, діяч УЛТ, автор наукових праць.
- Малащук Андрій Євгенович (1958) — поет, публіцист, журналіст коломийської газети «Вільний голос», член СЖУ та Асоціації українських письменників.
- Нечволод Данило Андрійович (2000—2023) — старший сержант державної прикордонної служби України, учасник російсько-української війни.
- Нижанківський Амбросій Юліанович — довголітній актор львівського Театру української бесіди.
- Паєвська Олександра Миколаївна (псевдо «Орися», 1908—1953) — зв'язкова, референт пропаганди Окружного проводу ОУН. Автор статей, листівок і невеликих художніх творів, які друкувалися в підпільних виданнях. Навчалася у Коломийській жіночій семінарії.
- Рибачек Михайло (1874—1926) — український педагог, математик.
- Рощиб'юк Михайло Іванович (1903—1972) — майстер художньої кераміки, член НСХУ.
- Рубінґер Лев — посадник у 1943—1944 рр.
- Рубінгер Роман Павлович — довголітній директор музичної школи, організатор культурного життя.
- Савчук Микола Васильович (1959) — журналіст, письменник-гуморист, краєзнавець, Заслужений артист України.
- Симчич Мирослав Васильович (1923—2023) — український військовий та громадський діяч, сотенний УПА, почесний громадянин Коломиї.
- Токарчук Олег Володимирович (1975)  — ординатор евакуаційного відділення медичної роти 10 окремої гірсько-штурмової бригади "Едельвейс", капітан медичної служби
- Турянський Іван (1889—1956) — адвокат, громадсько-політичний діяч Коломийщини у 1920—30-их pp.
- Шанковський Амвросій (1832—1906) — греко-католицький священик, галицький громадський діяч і публіцист, учитель середніх шкіл, почесний громадянин Коломиї.
- Юрковська Олена Юріївна — паролімпійка, багаторазова чемпіонка Паралімпійських ігор (2006, 2010).
- Лесь Мартович — український письменник, правник і громадський діяч, доктор права. Член  «Покутської трійці».
- Марко Черемшина — український письменник і громадський діяч, адвокат, доктор права, член  «Покутської трійці».
- Василь Стефаник — український письменник, поет, майстер експресіоністичної новели, громадський діяч, політик. Посол (депутат) австрійського парламенту від Галичини. Зять священика УГКЦ, посла Галицького сейму Кирила Гаморака. Член  «Покутської трійці».
- Чемерис Андрій Іванович (1984—2023) — молодший сержант Збройних сил України, учасник російсько-української війни.
- Мартищук Крістіан-Андріан
- Лукінчук Денис
- Григорів Захар
- Тимофій Святослав

### Коломийські старости
- Гліб з Романова Свірзький — шляхтич гербу Шалава[57]
- Ігнатій Мишка-Холоневський, у 1765 році набув староство від Потоцьких[58]

Див. також Почесні громадяни Коломиї

## Міста-побратими[59]
| - Валенсія, Іспанія - Варпалота, Угорщина - Вишневе, Україна - Ґневіно, Польща - Дрокія, Молдова - Звягель, Україна - Інгельгайм-ам-Райн, Німеччина - Кратово, Північна Македонія - Кременчук, Україна - Ланчин, Україна - Лапше-Нижнє, Польща - Ломжа, Польща | - Маріуполь, Україна - Мукачево, Україна - Печеніжин, Україна - Нижній Вербіж, Україна - Ниса, Польща - Ножан-сюр-Марн, Франція - Покровськ, Україна - Радівці, Румунія - Ришкани, Молдова - Сигіт, Румунія - Ясіня, Україна |

### Місто-партнер
Миколаївка, Донецька область, Україна

## Галерея

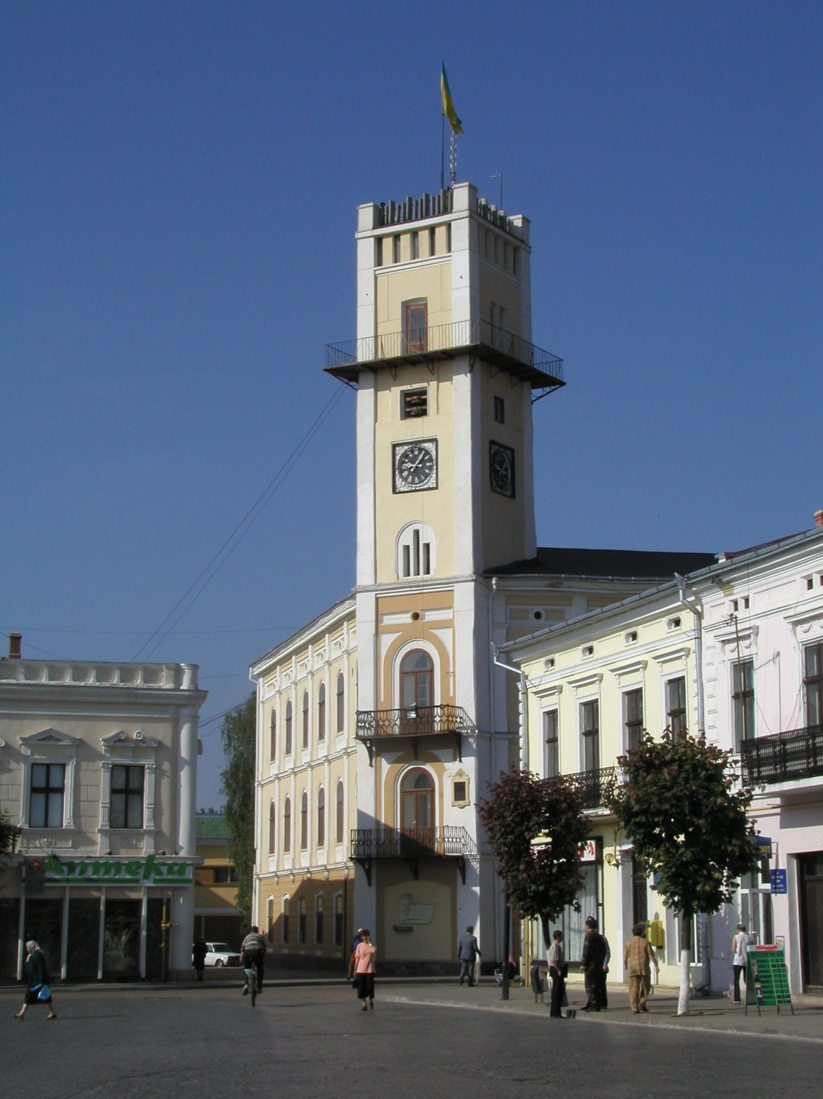
Міська ратуша
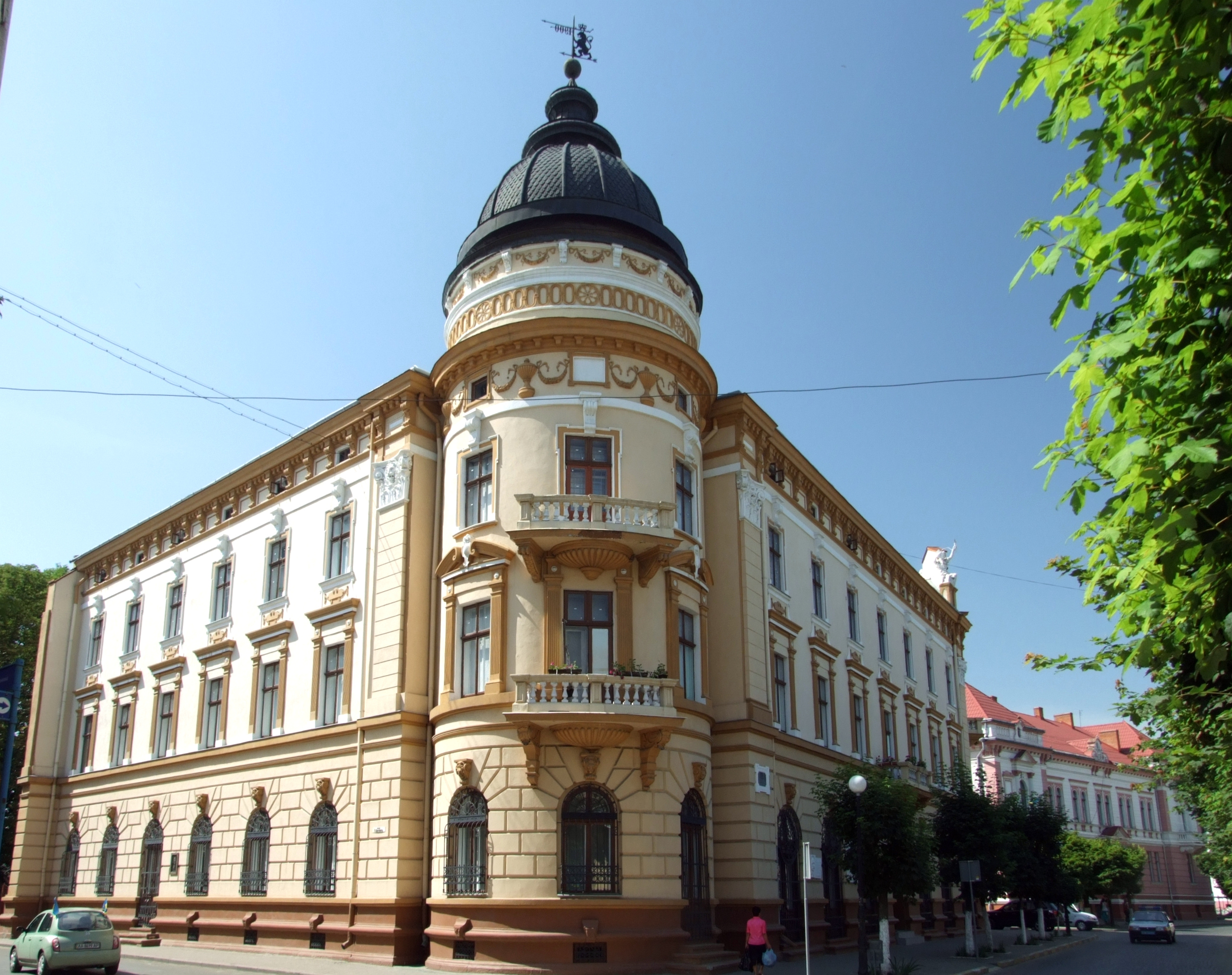
Національний музей народного мистецтва Гуцульщини та Покуття імені Йосафата Кобринського
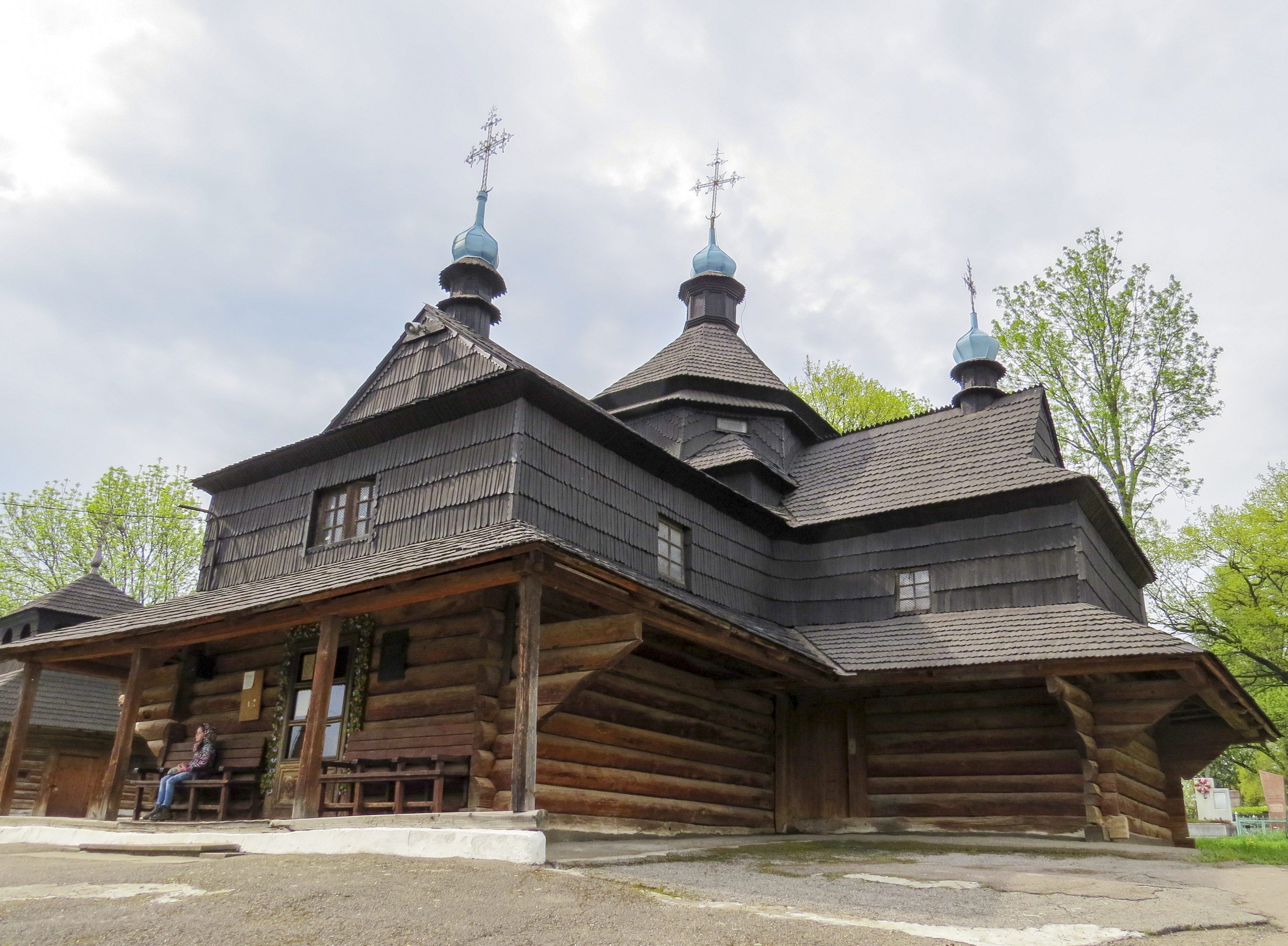
Церква Благовіщення Пречистої Діви Марії
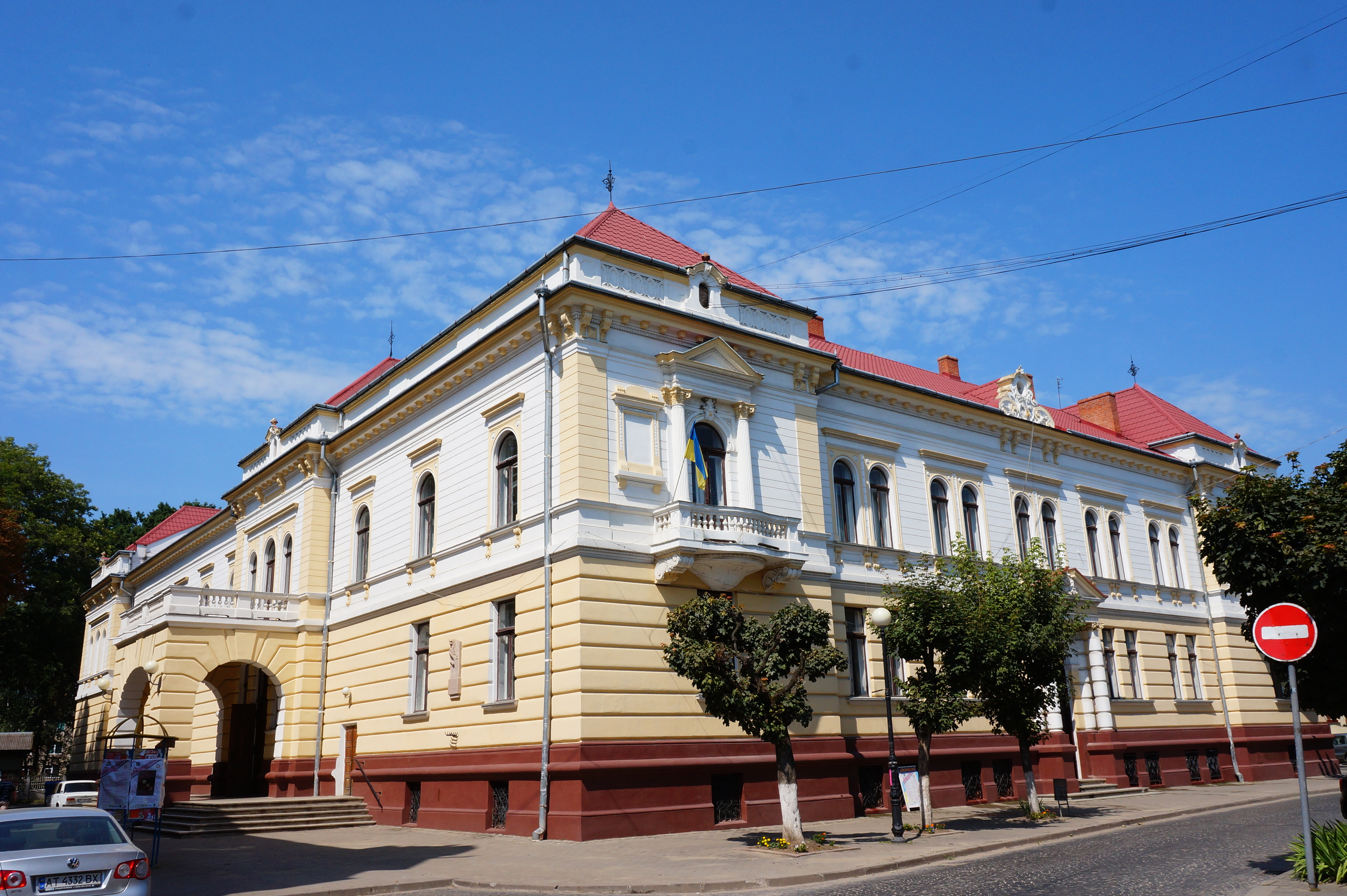
Народний дім у Коломиї
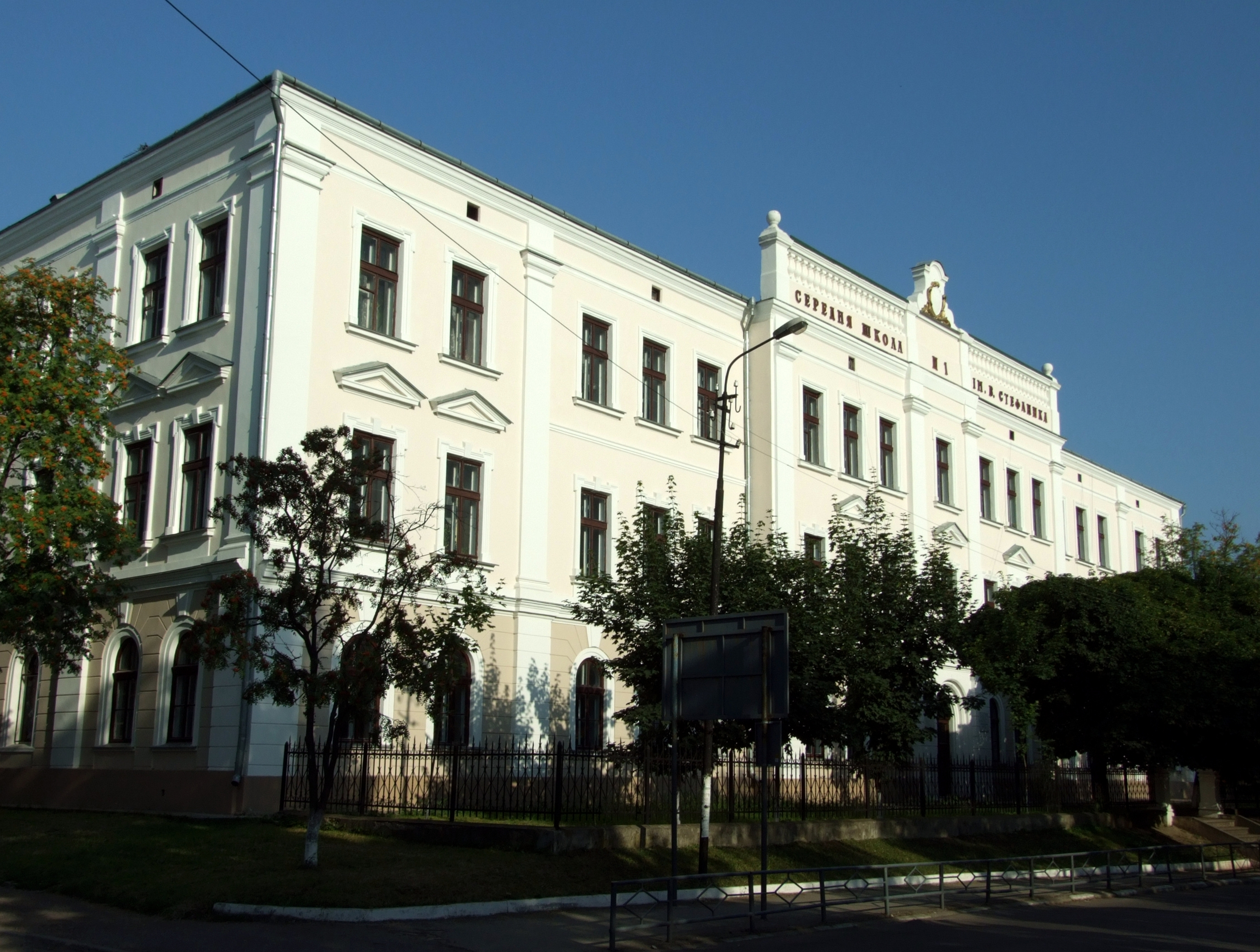
Коломийський ліцей № 1 імені Василя Стефаника (колишня гімназія)
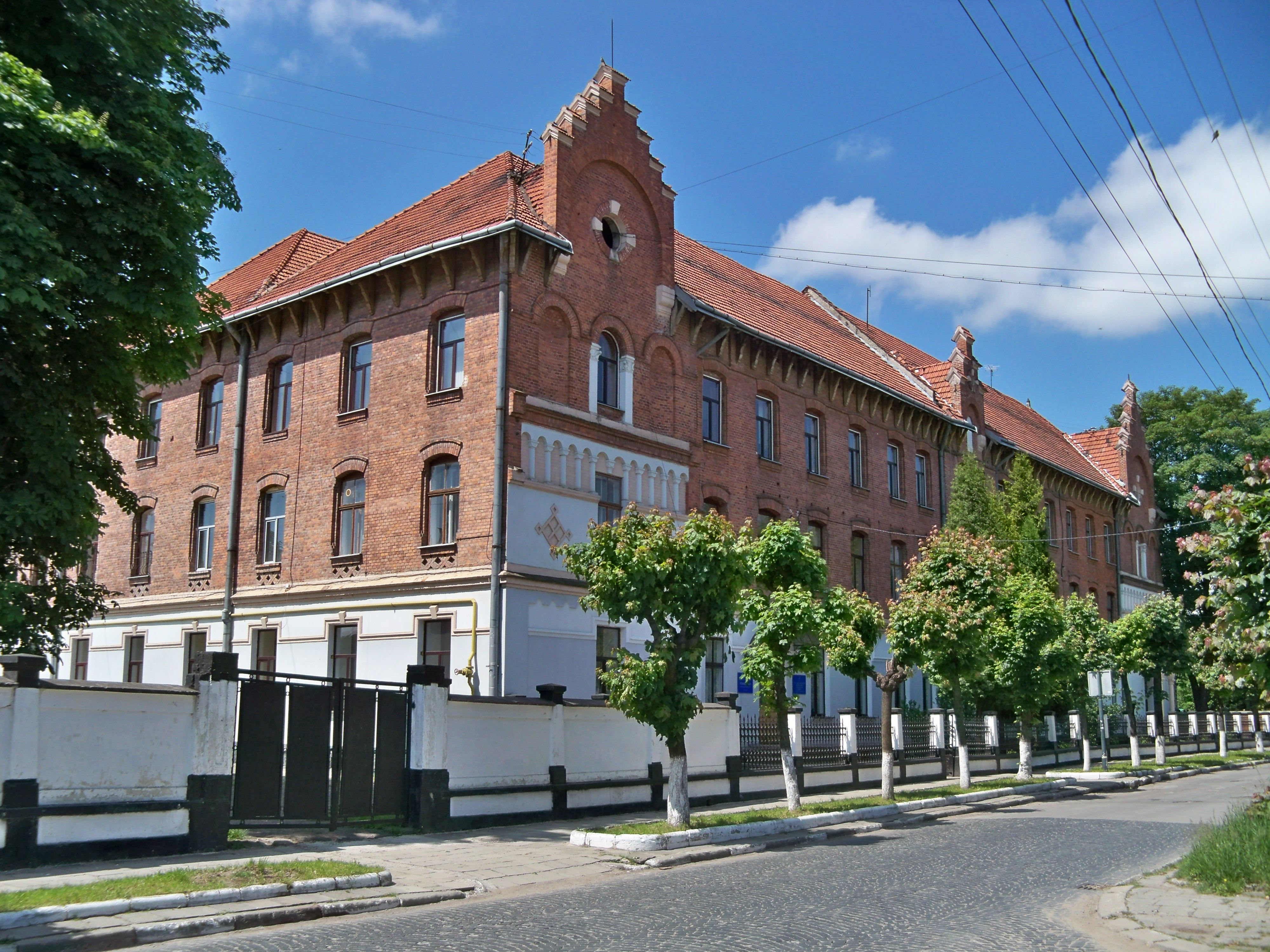
Коломийська гімназія
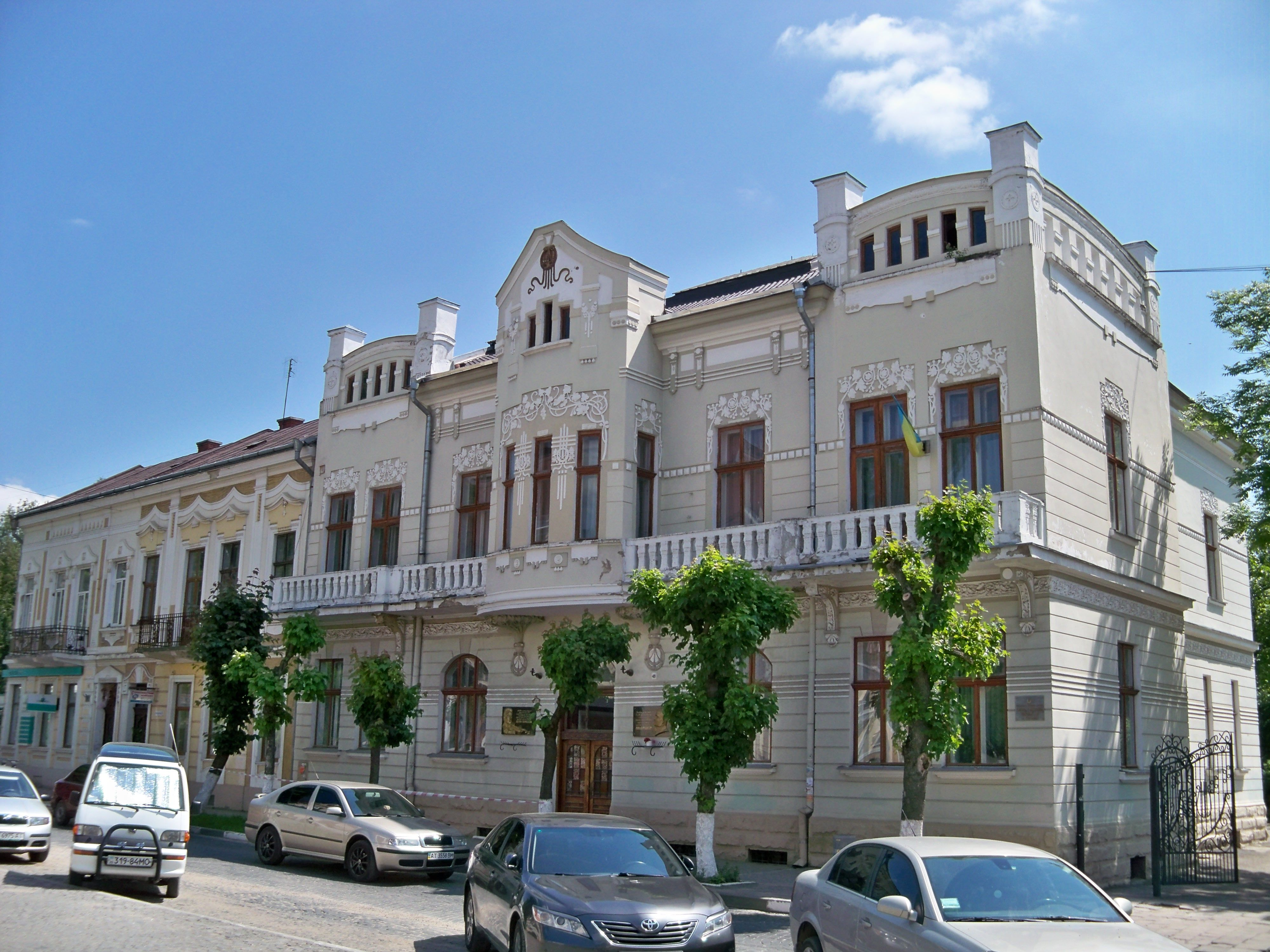
Музична школа № 1
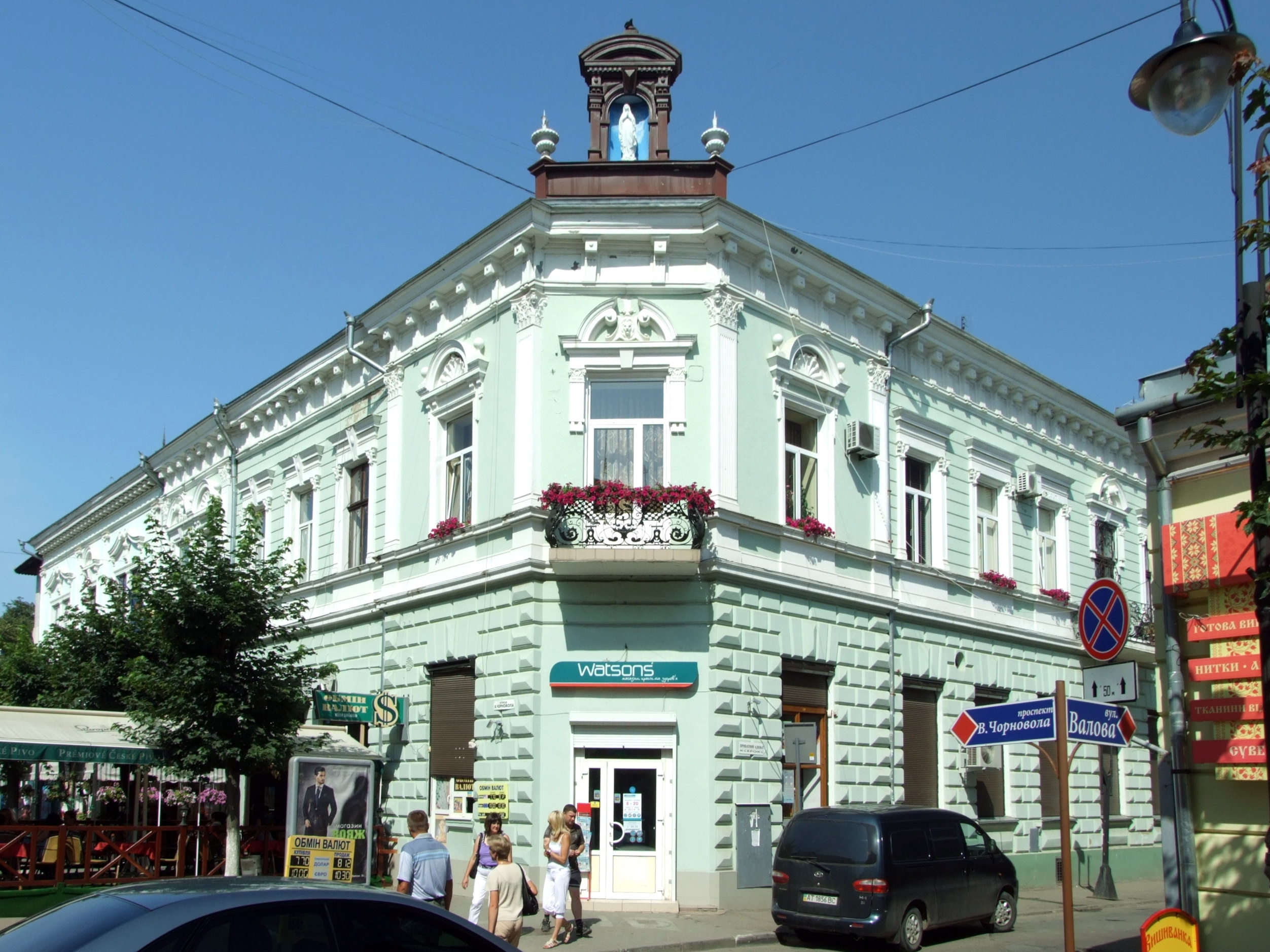
Вулиця В'ячеслава Чорновола
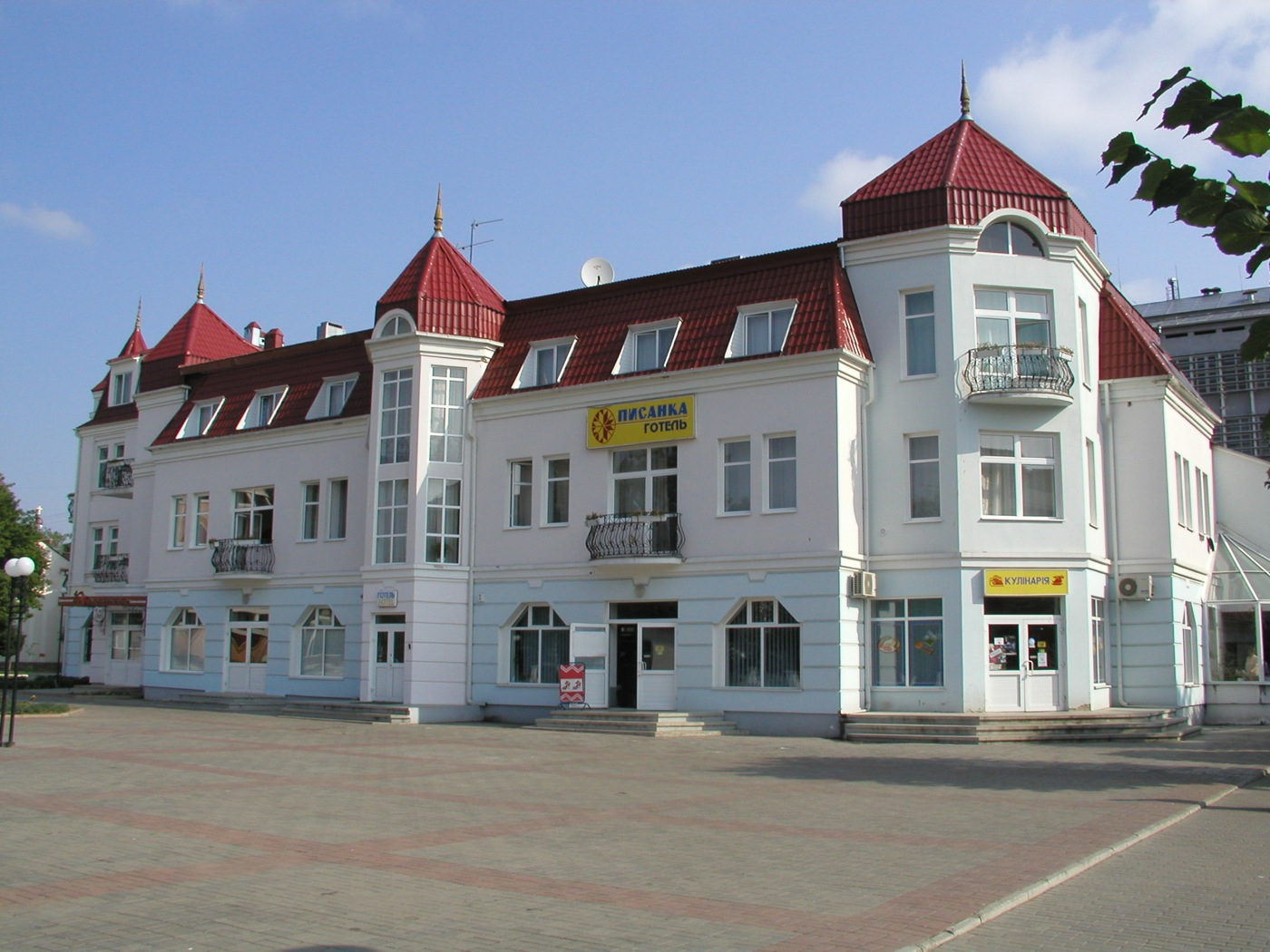
Готель «Писанка»
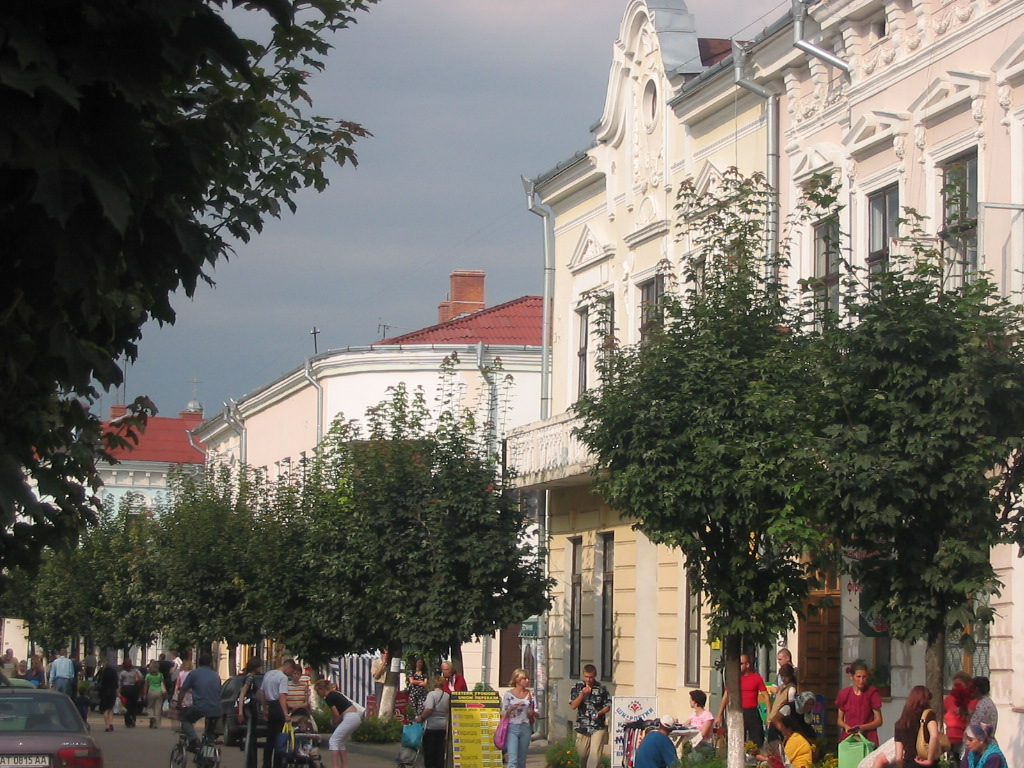
Центральна вулиця
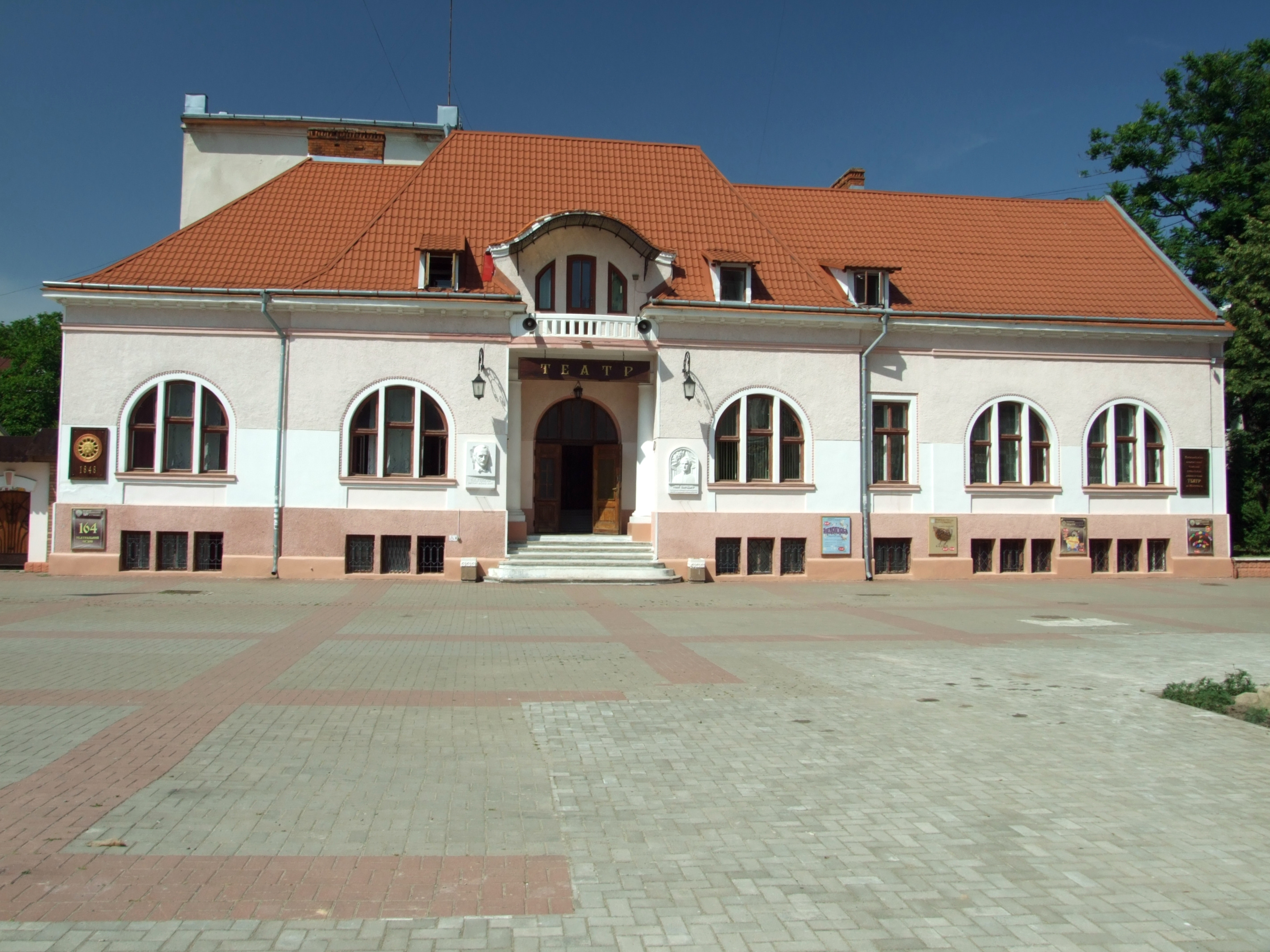
Міський театр
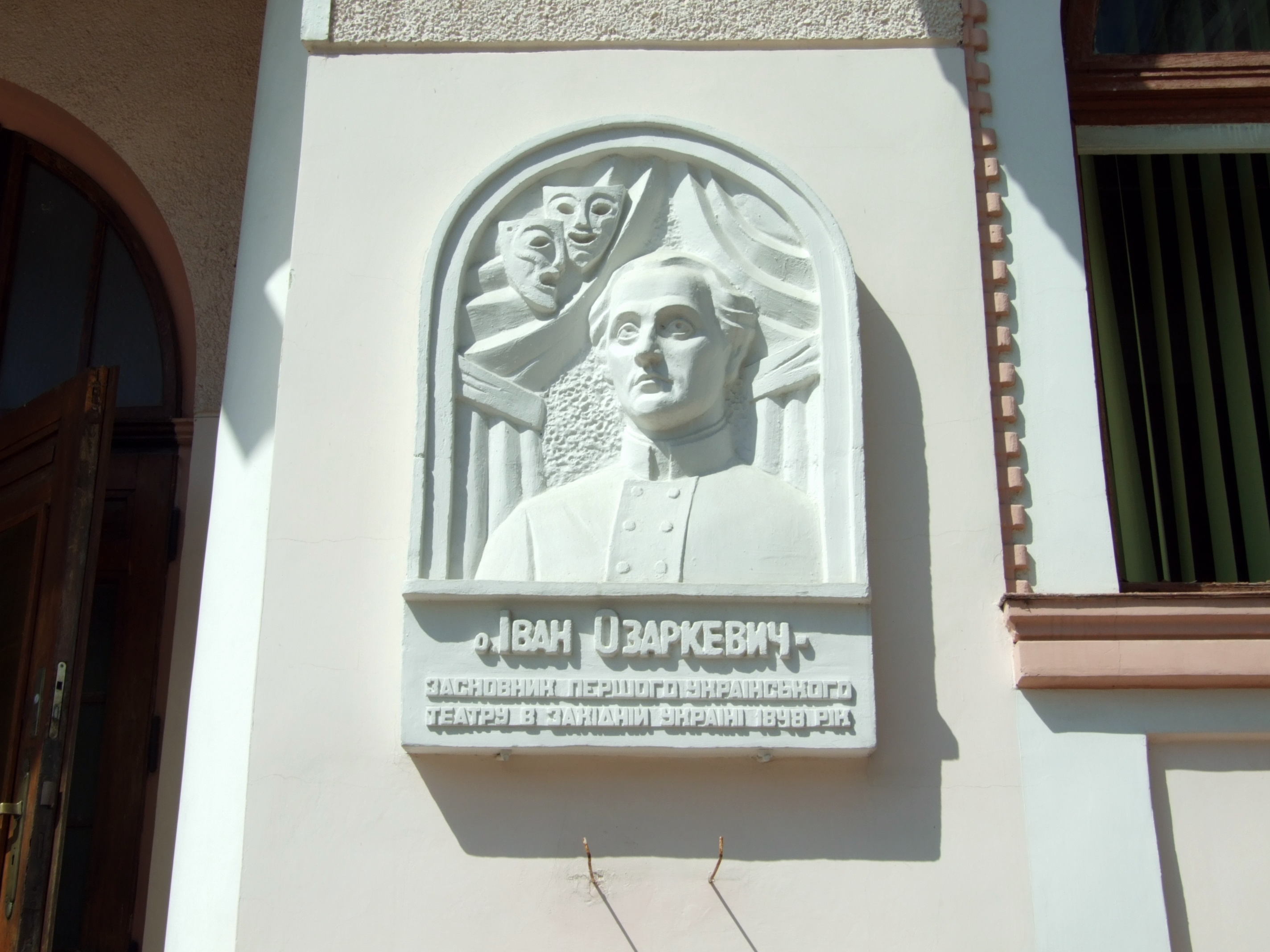
Засновник театру Іван Озаркевич
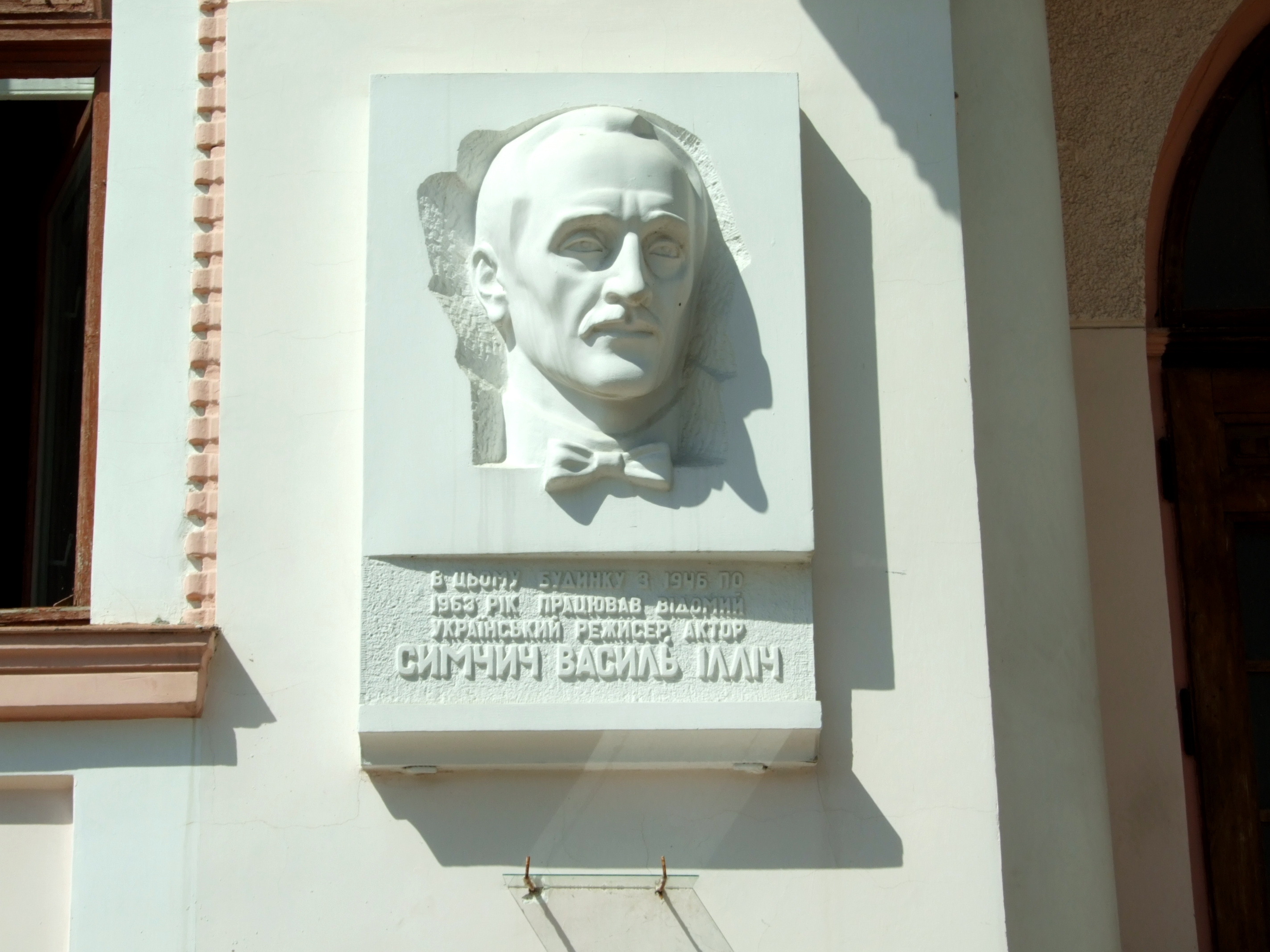
Режисер театру, кіноактор Василь Симчич
Пам'ятний знак на єврейському цвинтарі
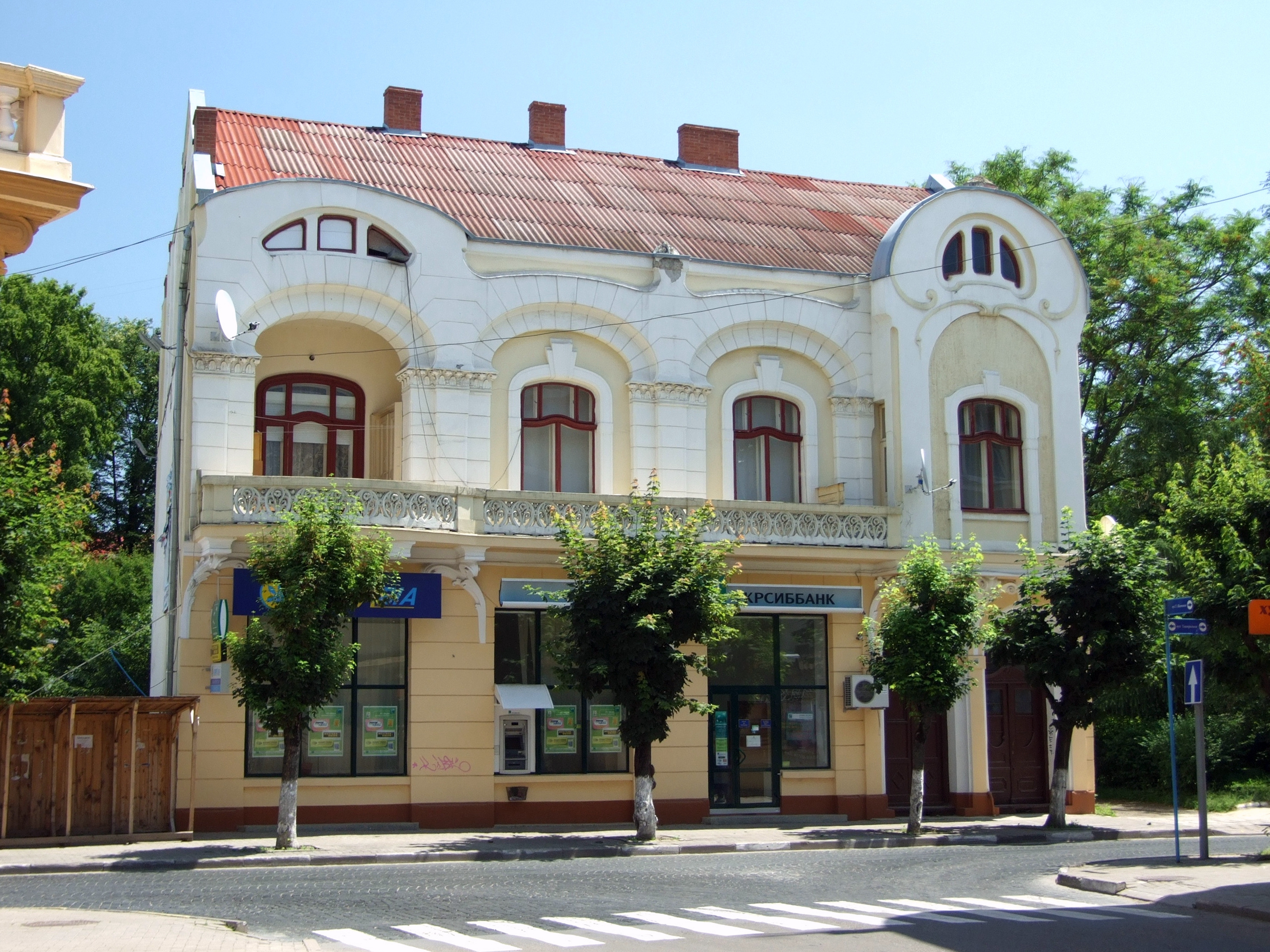
Вулиця Театральна